# アクセル・ワールド
『アクセル・ワールド』は、川原礫による日本のライトノベルおよびそれを原作とするメディアミックス作品。イラストはHIMAが担当。電撃文庫（アスキー・メディアワークス→KADOKAWA）より、2009年2月から刊行されている。略称は「AW」。

## 概要
第15回電撃小説大賞〈大賞〉受賞作。小説投稿サイト『Arcadia』にて攻打引（せめだいん）名義で『超絶加速バースト・リンカー』（ちょうぜつかそくバーストリンカー）というタイトルで発表されたのが初出で、その際タイトルが不評だったため改題のうえで応募された。2016年7月の時点でシリーズ累計部数は570万部を突破している。
『電撃文庫MAGAZINE』2010年5月号（Vol.13）から、作画・合鴨ひろゆきによる漫画版と、あかりりゅりゅ羽によるパロディ4コマ漫画『あくちぇる・わーるど。』の連載が開始された。
2010年6月24日、コナミのトレーディングカード「らのべ×トレカ」シリーズから『らのべ×トレカ〜電撃文庫編〜 アクセル・ワールド 「もっと先へ……《加速》したくはないか、少年」』が発売された。2010年10月7日には続編の『らのべ×トレカ〜電撃文庫編〜 アクセル・ワールド 「この銃が、あたしの最強の武器だって言ったら信じる、お兄ちゃん？」』が発売されている。
2011年10月にアニメ化とゲーム化が発表された。テレビアニメは2012年4月から9月まで放送された。アニメ化に先がけてドラマCDが発売されている。さらに2016年7月には劇場アニメ『INFINITE∞BURST』が公開された。
『月刊コミック電撃大王』2012年3月号から、作画・笹倉綾人のスピンオフ作品『アクセル・ワールド/デュラル マギサ・ガーデン』の連載が開始された。

## あらすじ
2046年、ニューロリンカーというウェアラブルコンピュータを用いることで生活の半ばが仮想ネットワーク上で行われるようになっても、未だ人が現実社会の軛から逃れられずにいる世界。
東京都杉並区にある私立梅郷中学校に通う少年ハルユキは、小柄かつ肥満体型と内向的な性格から、幼少期の頃よりいじめや嘲りの対象となり、辛い日々を送っていた。いじめは中学に入学してからも収まらず、ハルユキは嫌な現実を呪いながら学内ローカルネットの片隅に設置されているスカッシュゲームのスコアを伸ばすだけの日々を送っていた。そんなある日、ハルユキは副生徒会長を務め周囲から羨望の眼差しを受ける美貌の上級生黒雪姫から謎めいた言葉を告げられる。
「もっと先へ――『加速』したくはないか、少年」
戸惑いながらも黒雪姫の誘いに応じたハルユキは、有線直結通信で謎のアプリケーションソフト「ブレイン・バースト」をインストールされる。それはニューロリンカーの量子接続に作用し、思考を一千倍に加速するという驚くべきアプリケーションだった。
こうして、ブレイン・バーストのプレイヤー「バーストリンカー」になったハルユキは、デュエルアバター「シルバー・クロウ」を操り、もう一つの世界である「加速世界（アクセル・ワールド）」で繰り広げられる戦いに身を投じていく。
1〜2巻（発動編）
黒雪姫を狙う、謎のバーストリンカー「シアン・パイル」の正体を探っている最中、黒雪姫が先日こらしめた不良・荒谷の手によって意識不明の重体に陥ってしまう。ハルユキは意識不明の彼女を守るため、単身、シアン・パイルの正体を突き止める。ハルユキは幼馴染のタクムと共に、黒雪姫を長とするレギオン「ネガ・ネビュラス」の一員となる。2047年1月、実戦経験を積みレベル4に到達した頃、ニコという名の少女が彼を訪ねて来る。他所のレギオンマスターである彼女の依頼を受け、「ネガ・ネビュラス」は「災禍の鎧」こと狂戦士「クロム・ディザスター」と戦うことになる。
3〜4巻（略奪者編）
4月、進級と同時にもう一人の幼馴染・チユリもバーストリンカーとなるが、その矢先に新入生・能美の罠にはまったハルユキは、冤罪を被せられただけでなく、大切なアビリティまでも奪われてしまう。意気消沈する中、黒雪姫の旧友・スカイ・レイカーに出会った彼は、新たなる力「心意」を会得する。心意攻撃によって能美の操るアバターである「ダスク・テイカー」を追い詰めたハルユキだが…。
5〜9巻（災禍の鎧編）
6月、チユリとフーコを加えた「ネガ・ネビュラス」は、GMイベント「ヘルメス・コード縦走レース」に参加する。レース途中、違法集団「加速研究会」の襲撃を受けたハルユキは、かつて倒したはずの「災禍の鎧」の新たな宿主「六代目クロム・ディザスター」に変貌してしまう。幸いハルユキは鎧の意志に抗い正気を取り戻したが、他の6大レギオンによって、一週間以内に鎧を浄化しなければ、「シルバー・クロウを最大の賞金首に設定する」と宣告された。一刻も早く鎧を浄化すべく、黒雪姫はもう一人の旧友・謡を呼び戻す。使い手を負の心意で支配するアイテム「ISSキット」の蔓延、封印状態にある謡のアバター救出などを経て、ハルユキは「鎧」の誕生にまつわる悲劇を追体験する。
10巻（短編集）
ハルユキとアクア・カレントの出会いを描いた「遠き日の水音」（2046年11月）、研修旅行で沖縄に滞在する黒雪姫を描いた「最果ての潮騒」（2047年4月）、作者の別作品『ソードアート・オンライン』とリンクする「バーサス」で構成されている。
11〜16巻（ISSキット編）
「災禍の鎧」の呪いを解いたのも束の間、七王にある大役を任されてしまったハルユキは、新しいアビリティを身につけるための特訓を始める。その中でレベル1ながら圧倒的な強さを誇るバーストリンカー「ウルフラム・サーベラス」と出会う。彼との対戦、ISSキットユーザーとの戦闘、アクア・カレントの帰還などを経て梅郷中文化祭を迎えたその日、ネガ・ネビュラスは加速研究会の次なる策略と相対することになる。
17〜26巻（白のレギオン編）
加速研究会の大元が白のレギオン「オシラトリ・ユニヴァース」であることを知ったネガ・ネビュラスは、その悪行を明らかにするべく行動を起こす。緑のレギオン「グレート・ウォール」との領土返還交渉、赤のレギオン「プロミネンス」との合併、新メンバーの加入など準備を整え、ついに領土戦争を挑む新生ネガ・ネビュラスだが、白の王「ホワイト・コスモス」の凶悪な罠が彼らを待ち受けていた。

## 登場人物
有田 春雪（アリタ・ハルユキ） / シルバー・クロウ（Silver Crow）
声 - 梶裕貴
本作の主人公。
黒雪姫（クロユキヒメ） / ブラック・ロータス（Black Lotus）
声 - 三澤紗千香
本作のヒロイン。黒のレギオン「ネガ・ネビュラス」のマスター。
倉嶋 千百合（クラシマ・チユリ） / ライム・ベル（Lime Bell）
声 - 豊崎愛生
ハルユキの幼馴染み。
黛 拓武（マユズミ・タクム） / シアン・パイル（Cyan Pile）
声 - 浅沼晋太郎
ハルユキの幼馴染み。
上月 由仁子（コウヅキ・ユニコ） / スカーレット・レイン（Scarlet Rain）
声 - 日高里菜
通称・ニコ。赤のレギオン「プロミネンス」の二代目マスター。

## 舞台設定
本作は、VR・AR技術黎明期の『ソードアート・オンライン』（以降、『SAO』と表記）から約20年後、その技術が順調に発達した2046年以降の東京都23区が主な舞台となる。時代の流れに伴い、後述する《ニューロリンカー》を国民が所持することが当たり前になったほか、以下のような法改正が施行されている。
- 自動車にはAIが搭載されて安全性が向上し、事故の発生率が下がったため、運転免許の取得可能年齢が満16歳以上に引き下げられている。
- 満15歳に満たない未成年者でも一部の労働に就くことができるが、それ以外は従来通り16歳以上でないと就職できない。
- 屋内外を問わず日本のほぼ全土（住居などプライベートな空間を除く）が、ソーシャルカメラと呼ばれる監視カメラの監視下にある。そのため、犯罪率は激減して治安も向上したが、監視カメラの死角を探す違法アプリなどの抜け道も未だ根絶できていない。
- 自動車はEVがその主流となっており、ガソリン車は前世紀の遺物的として珍重されている。EVの無人タクシーも実用化されている。
- 2030年に人工子宮が実用化され、不妊治療として普通に利用されている。人工子宮を用いて生まれた子供はまれに《マシンチャイルド》と呼ばれることがあるが、この呼称は差別だと忌避されている。
- 2020年代後半までは、ネットの地図サービス上でほとんどの道路周辺の風景を確認できていたが、法改正によって安全保障や治安維持に関連するすべての情報は所在地非公開の《ソーシャルセキュリティ・サーベイランスセンター（SSSC）》に集約されることになり、一般市民のアクセスは禁じられた[12]。

『SAO』との共通点や関連性をうかがわせる事柄や技術が語られるが、同一世界とは明言されておらず、実際に両作品の邂逅を果たした《バーサス》での事件は『SAO』側からの平行線上に存在する別世界説が有力となっている。

### 通信端末
ニューロリンカー
首回りに装着する量子接続通信端末。民生用第一世代機は当時の大手機器メーカーである《レクト》と《カムラ》により、2031年4月に発売された。ネットに接続して脳細胞と量子レベルでの無線通信を行うことにより、仮想現実（VR）や拡張現実（AR）といった技術が容易に実現でき、仮想の五感情報を送り込んだり現実の五感をキャンセルしたりすることができる。この端末は携帯電話やパソコンといった従来の一般的な電子機器、財布（電子マネー）、さらには眼鏡などの視力矯正器具の代用にもなり、第一世代の登場から16年が経過した現在では、国民1人に1台と言われるまでに普及した。また、ニューロリンカー用家庭ローカルネット、ホームサーバーもある程度普及しているほか、学校の授業でも黒板への板書や教科書・ノートをARに置き換えるなど、教育の場にも導入されている。端末の変更は可能だが、その際のコアチップ移植は区役所か政府公認ショップでしかできないため、1人が複数のニューロリンカーを使用することは基本的に不可能である。ただし、乳児期は脳波が未成熟であることから、他人のニューロリンカーを付けると端末が乳児を利用者と認識し、当人の成長後も引き続き使用できる場合がある（綸が該当）。
肉声（ボイスコマンド）で「ダイレクト・リンク」と発声することにより、現実の五感をキャンセルして仮想空間に入る（ダイブする）。現実空間に戻る際は手動でのコマンド操作か「リンクアウト」コマンドを用いるが、肉体に何らかの衝撃が加わるとセーフティが発動し、強制的にリンクアウトされる。
基本原理はユーザーの脳と量子レベルで無線接続し、感覚情報の入出力を行うというもの。開発段階では、人間の細胞に存在する微小管内に封入されるコヒーレント状態の光子が引き起こす「波動関数の収縮（デコヒーレンス）」こそが人間の意識、すなわち魂である、という理論を元に、《ソウル・トランスレーション・テクノロジー》（STLT）と呼称されていた。つまり、ニューロリンカーが実際に交信しているのは人間の脳細胞ではなく、魂ということになる。『SAO』においても同様の技術として、人間の魂に直接アクセスできる実験用フルダイブ機：ソウル・トランスレーターが登場している。
基本的に無線通信を行う機器であり、その場合は十分なレベルのセキュリティが施されているが、有線で直接通信を行うことも可能であり、その場合には防壁の9割が無効になる。ある程度のリンカー操作スキルを持つ者ならこの状態で接続している相手のプライベートメモリを覗くことなどもできるため、このような行為は「直結」と呼ばれ、家族や恋人関係の相手に限られる。世間一般では公共の場で直結する男女は99%までが付き合っているということと見なされ、ケーブルの長さが親密度を表すという俗信まであるほど。
他人のニューロリンカーを外すという行為は、相手の同意を得ていなければ立派な犯罪になり、子供の悪戯でも手厳しく叱られる現代社会最大のタブーである。
BIC（Brain Implant Chip / ブレイン・インプラント・チップ）
外科手術によって脳髄膜表面に埋め込まれるチップ型の端末。ニューロリンカーの1世代前の端末で、電源を切れず悪意・害意を伴うハッキングに対抗しにくい欠点がある。見た目からはニューロ端末の装着が分からないため、入試や各種資格試験の暗記系試験での悪用が多発し、2047年現在では謡のような医療目的などの極一部の例外の用途を除いて使用が法律で禁止されている。
BBが内包されたニューロリンカーではなく、こちらでネット接続を行うことにより、マッチングリストを遮断して対戦を回避できることから、《加速研究会》はこの手段を隠れ蓑にし、暗躍している。存在をX線スキャンで確認することはできるが、研究会の使用している違法なBICは、使用者がBBを喪失すると脳脊髄液に溶けて消滅するようプログラミングされている。

### 学業施設
私立梅郷中学校（しりつうめさとちゅうがっこう）
杉並区内にある進学校で、新宿に本社を構える教育系企業が経営母体となる。創立から30年ほどが経過している。第2期ネガ・ネビュラスの主要拠点であり、中核メンバーのうち4人が通学している。
生徒の自主性を重んじる風潮があり、ニューロリンカーおよびローカルネットを高い自由度で利用できるという珍しい学校でもある。また、学内ローカルネット内に生徒用のVRスペースが設けられているためか、進学校にしては雰囲気が緩いのも特徴。
学園祭は周囲の学校とは時季外れの6月末に行われている。9月に行われる生徒会役員選挙では、生徒会長に立候補する生徒が副会長・書記・会計となるスタッフを3名集めてチームによる選挙活動を行うという変わったシステムをとっている。
松乃木学園（まつのぎがくえん）
杉並区内にある小中高一貫の女子校。1952年に創立した由緒あるお嬢様学校だったが、少子化の波による経営難で10年前に梅郷中と同じオーナー会社に売却された。
その後の合理化でも抜本的な対策とはならなかったため、2047年夏に敷地の一部を売却した利益を用い、ハイスペックのVRローカルネットなど最先端の電子化教育環境を導入した初等部・中等部合同校舎が新築されることとなった。
私立エテルナ女子学院
港区白金にある小中高一貫の女子校で、創立130年の名門校。オシラトリ・ユニヴァース、ならびに加速研究会の本拠地となっており、中核メンバーのうち6人が通学している。通称は《ルナ女》であり、在学している莟は《エテ女》と略したハルユキに訂正を要求している。
校舎は左手に本館、右手に中等科と高等科が入る中央校舎、正面奥が初等科の校舎と1928年に建てられた聖堂があり、梅郷中の校庭並みに広い中庭には灰色のレンガが敷き詰められる。
隣には2015年に開校した共学の《白樺の森学園》があり、中学の生徒会同士が古くから交流している。
遺棄児童保護育成学校
少子高齢化対策の一環として2030年ごろに法制化された新生児の無条件引取り制度を受け、各地に作られた保護施設兼用学校の総称。成績上位の生徒数名には育成学校の中等部ではなく、外部の中学校に進学する機会を与えるという奨学制度がある。練馬にも1校が存在している。
私立清美学院（しりつせいびがくいん）
「マギサ・ガーデン」に登場する中野区にある中高一貫の女子校。スカーズカ・プリースカズカの面々が通っている。
征王学院（せいおうがくいん）
「マギサ・ガーデン」に登場する男子校。清美学院の姉妹校であり、同一の学内ローカルネットワークを利用している。

## ブレイン・バースト
ニューロリンカー用アプリケーションで、正式名称《Brain Burst 2039》。略称は《BB》。正式名称にもあるように、2039年4月に正体不明の製作者によって東京都心在住の小学一年生100名に配布され、時折アップデートも行われている。以後の配布はユーザー間でのコピーによるもので、コピー元のユーザーは《親》、コピー先のユーザーは《子》と称される。ただし現在はコピー回数制限がかかっており、1人のユーザーが《子》にできるのは原則として1人のみである（あるユーザーの《子》が別のユーザーの《親》となることは可能）。そのため、ユーザーは《子》を慎重に選ぶ傾向がある。
インストールするとソーシャルカメラの映像から再構成された加速世界で現実を舞台にした対戦格闘ゲームが出来るようになる。インストールするには適合条件が2つあり、生誕後まもなくからニューロリンカーを使用していること、大脳応答に適性を持っていることである。この条件から、2031年4月以降に産まれた者にしか適性がない。1から10までのレベル制で、レベル9まではバーストポイントを消費することでレベルを上げることができ、レベルアップ時にはステータスが上昇するだけでなく、ボーナスが発生する。バーストポイントを全損するなどして、一度システムから強制アンインストールされると二度とインストールできなくなり、自らがこのゲームに参加していた記憶さえも完全に消去される。イベントや新エリアの実装の様なアップデートは現実世界の記念日などに由来することが多い。システムの穴が発見されると驚異的なスピードで無効化されることから、管理者はAIだとも言われている。
1000倍に加速した環境下での高速戦闘で、デュエルアバターのアイレンズの動きに合わせた映像を作っていてはごくわずかにタイムラグが生じるので、システムは一瞬先の未来を予測し、その映像を見せている。《ディティール・フォーカシング・システム》の発展系とも言えるイメージ制御系の信号をもとにした未来予測は、恐るべき精度で、間違うことは基本的にない。
またの名をトライアル#2といい、#1の対人戦メインの高速シューティングの《Accel Assault 2038》（アクセル・アサルト：AA）と、#3の対エネミー戦メインのハックアンドスラッシュの《Cosmos Corrupt 2040》（コスモス・コラプト：CC）というものも存在したが、ホワイト・コスモス曰く「#1は過剰な闘争で満たされ」、「#3は過剰な融和で満たされて」いたために、既に廃棄されている。
2011年1月、原作者が攻略wikiサイト『BrainBurst2039Wiki』を開設した。

### 基本用語
バーストリンカー
初期のBBのプレイヤーたちが自称し、定着したプレイヤーの総称。最初期の呼称は《BBプレイヤー》。その人口約1000人のほとんどが東京に集中しているが、クリムゾン・キングボルトのように家庭の事情で地方に引っ越した後、現地で《子》を作り小さなコミュニティを運営している者もいる。ハルユキのようにゲームとしてしか使っていない者から、加速能力を現実で有利になるように使いこなす者まで様々だが、全損すると加速を失い、さらにプレイをした記憶すら失うという話から、多くはBBを失うことを恐れている。また加速世界で長い時間を過ごすことによって精神年齢が実年齢を追い越す傾向にあり、子供らしからぬ言動を行う者も多い。ホワイト・コスモスの《反魂》や特殊な蘇生アイテム《インソウル・コーパル》のようなごく一部の方法で、データを復活させられることが判明している。
なお、この呼称はあくまでBBの大多数のプレイヤーの自称に過ぎず、加速研究会のメンバーはこの通称を忌避し、《加速能力者》もしくは《加速利用者》と名乗っている。
最初の百人（オリジネーター）
バーストリンカーのうち、開発者から直接BBを受け取った第一世代を指す。現在判明している該当者はクロム・ファルコン、サフラン・ブロッサム、グリーン・グランデ、ブルー・ナイト、またブラック・バイスも自身がオリジネーターであることを示唆するような発言をしている。グラファイト・エッジに関してはオリジネーター以上の古参である《同位体》とのことだが、詳細は不明。
与えられた権限自体は第二世代以降と変わりなく、また《親》からの指導も受けられずレギオンなどの互助組織も整っていない状態に投げ込まれたため、現在では大半がポイント全損で加速世界を退場していると推測される。しかし数少ない生き残り達はそのBB最古参の経験に裏打ちされた実力と威圧感で第二世代以降とは一線を画する存在である。また、プレイ経験自体が長いことからBBの秘密に肉薄している者も多い。
純色の七王
青、赤、黄、緑、紫、白、黒の、最強とされる7人のレベル9リンカーのこと。最初期には《純粋色（ピュア・カラーズ）》とも呼ばれ、何名かはブレイン・バースト黎明期の時点ですでに最強と謳われていた。ある能力に特化することが多い。
赤の王のみ、初代のレッド・ライダーが退場したことで、2代目のスカーレット・レインに代替わりしている。
なお、彼らが率いるレギオンは同系色のアバターが集まる傾向にある。ただし黒及び白のレギオンに関してはその範疇にない。

デュエルアバター
BB内で対戦する際に操るプレイヤーの仮想体。BBが恐怖や欲望、強迫観念を濾し取って自動的に作り上げる。コピー直後の夜にニューロリンカーを装着したまま睡眠することで形成され、睡眠中はほぼ確実に悪夢を見ることになる。なお、作成後の変更は不可能。
基本的に同じレベルでは数値的に同じポテンシャルを持つように作られており、アバターが超反応速度を持つことから現代の戦争のように遠距離火力が絶対的な優位性を持つこともない。
アバター名の前半は色か金属名となり、ステータスタイプがある程度わかる。後半の固有名は外見的特徴や能力を表しており、《生物型》《器具型》《現象型》《動詞型》の4つに大きく分けられる。
原則的にアバターはプレイヤーの現実世界における特徴とは無関係に創造されるが、稀に現実世界と全く同じ能力を持ったアバターが創造されることもあり、それを《完全一致（パーフェクト・マッチ）》と呼ぶ。BBの対象者が小中高生ということもあって、現状では格闘技経験のある子供が近接格闘型のアバターを獲得した場合にほぼ限定されており、アイアン・パウンド、ラグーン・ドルフィン、アルミナム・バルキリーなどが該当する。
デュエルアバターには、パンチ、キックといった通常の攻撃手段である《通常技》に加え、《アビリティ》や《必殺技》が与えられることがある（どちらか一方、もしくは両方持たないものもいる）ほか、特殊な武装である《強化外装》を所持している場合がある。痛覚や空腹などの感覚も再現されているが、呼吸の必要がないなど現実世界との差異も少なくはない。急所の概念なども存在し、首を落とされる、心臓部分を破壊されるといった致命傷になりうる攻撃を受けると、ほとんどの場合で残りHPに関わらず即死する。
レベルが上がるごとにステータスも上昇するため、条件が良くない限り格上を倒すのは難しい。またレベルアップに必要なBPの量は高レベルになる程大きくなる。なお、レベルアップ時の消費BPは消滅するため、操作前に十分なマージンを取っておかなければならない。
ハルユキはハイエスト・レベルに至った際、デュエルアバターとは「心意によって生み出された、自分自身を守るための殻」であると推測している。
アビリティ
自分を対象として常時、またはゲージの続く限り発動し続け、特殊なアクションを可能とするパッシブスキル。発動に必殺技ゲージを消費する「限定発動型」か、消費しない「常時発動型」かはものによる。
アバター作成時に保持、またはレベルアップ時に習得することもあるが、戦闘で極限状態に追い込まれた際（例：シルバー・クロウの《飛行》や《光学誘導》など）や度重なる試行（例：ライム・ベルの《音響召喚》など）により習得することも稀にあり、特にこの場合による複数回の習得は異例である。
必殺技
必殺技ゲージを一定量消費し、強力な攻撃や強化、妨害を行うアクティブスキル。原則的に、技の発動中は強いライト・エフェクトが発生する。使用するには、決められたモーションを行いながら技の名前をしっかりと発声する必要がある。
アビリティ同様アバター作成時に保持、レベルアップ時に習得する。異なるアバターが同一名称の必殺技を習得する場合もあるが、効果は各アバターに応じたものになる（例：「ノーマルモード」（二足歩行形態）から「ビーストモード」（四足歩行形態）または「マリンモード」（遊泳特化形態）に変形する《シェイプ・チェンジ》）。
カラーサークル
アバター名に含まれている色を示す単語によって、アバターを系統別に分けたもの。色彩は右から赤→橙→黄→緑→青→紫→赤の順で円形に並んでおり、中心部に近づくほど白く、円周部に近づくほど黒くなる。
青系統は近距離直接攻撃、赤系統は遠距離直接攻撃、黄系統は間接攻撃、中間色は二系統にまたがった属性（緑系統は防御系、紫系統は中距離直接攻撃）をもつ。彩度は高いほど属性が強く現れ、低いほど特殊さが増す。単純な色彩の英語名だけではなく、植物や鉱物などの名を冠したアバターも少なくなく、そのようなアバターは植物・鉱物の特性に応じたスキルを獲得する場合がある。
また、後述のメタルカラーとは別に、ブラック・ロータスやブラック・バイスの「黒色」やアクア・カレントの「無色（水の色）」のようにカラーサークル上の位置が不明なアバターも存在する。
メタルカラーチャート
カラーサークルとは別に、アバター名に金属名を冠する単語を含む「メタルカラー」を系統別に分けたもの。
チャートは左は貴金属、右は卑金属寄りとなり、左に行くほど特殊攻撃に強く、右に行くほど物理攻撃に強い。例として、貴金属寄りのシルバーは切断・貫通・炎熱・毒攻撃に耐性があり、腐食・打撃・電撃攻撃に弱い。
金属の種類によって差異はあるが、重量が重く緑系統に匹敵するほどの防御性能を持つ傾向にあり、金属元素の性質に応じた特性を持つ（例：シルバー・クロウの抗毒性能、クロム・ファルコンの強力な腐食耐性）。人型で特殊な強化外装を持たないアバターとなることが多いため、登場した者のほとんどが近接格闘型である。ただし基本的なカラーサークルの分類からは外れた存在であるため、近接格闘型に見えるアバターでも遠距離攻撃用のアビリティや必殺技を持っている場合がある。現時点では特殊な能力を持つことが多い。

観戦用ダミーアバター
デュエルアバターを人目にさらさずに他者の対戦を観戦するためのアバター。BB以外で使用しているものをそのまま流用できるが、能力はレベル1にすら劣るため、対戦で使われることはまずありえない。ただし、心意は使用できるため必ずしも無力とは言い切れない。
バーストポイント
加速コマンドの使用やレベルアップに必要なポイント。略称は「BP」。バーストリンカーたちはこれを賭けて対戦を行う。初期に100ポイント持っており、ポイントを全て失うとBBは強制的にアンインストールされる。レベルアップはポイント消費によるリンカー任意であるため、ポイントを貯めてもすぐレベルアップせずそれ以上の安全圏まで貯めてから行うことが常識とされている。
また通貨としての機能もあり、無制限中立フィールド内にある《ショップ》で特殊アイテムを買う際にも使われる。
ポイントの獲得方法は大きく分けて、通常対戦での勝利、無制限中立フィールドにて他のプレイヤーと遭遇しこれを倒す、無制限中立フィールドに徘徊するエネミーを倒す、などが存在する。
ギャラリー
特定のプレイヤーの対戦を観戦予約すると、その人物の対戦開始時に自動的に加速し観戦者として一般対戦フィールドに入ることができる。この状態では対戦者を追うために最低限の移動能力が与えられるだけに留まり、アバター固有の能力が使用できず対戦への物理的干渉はできないが、バトルロイヤルモードに変更すると対戦に混ざることができる。一般的には知られていないが、イエロー・レディオやアイボリー・タワーなどが持つ「心意強化された知覚にのみ干渉するアビリティ」とライム・ベルやオーキッド・オラクルなどが持つ「システムに直接干渉するアビリティ」だけは例外的にギャラリーの状態のままでも効果を発揮する場合がある。
メイン・ビジュアライザー
「加速世界の本質を覗き見られる場所」である、バーストリンカー達が呼ぶところの「ブレイン・バースト中央サーバー」。その呼び名通りBBの中枢であり、ハルユキ達が夢でアクセスした際には「データの動き」を表す振動する巨大な銀河のイメージを取っていた。かつて研究開発されながらも2020年代の末に姿を消した思考加速用光量子回路を利用しており、電子スピン回路には不可能な「魂の複製と保存」を可能としている。BBをインストールした夜にその者の記憶からデュエルアバターを作り出すほか、今までに生み出された全てのデュエルアバターのデータを保存しており、バーストリンカーが全損して退場した後も、その《複製された魂》はメイン・ビジュアライザー内部に亡霊のような形で保存される。基本的にアクセスは不可能だが、ホワイト・コスモスは何らかの干渉手段を有している。

### 軍団（レギオン）
レギオンマスターを中心として複数のバーストリンカーで構成される集団。特に純色の七王に率いられる大レギオンは「七大レギオン」と呼ばれており、各々が率いるレギオンはいずれも天文に関連した名を冠している。レギオンは戦域（エリア）を占領して領土にすることができ、レギオンメンバーは領土内でグローバルネットに接続していても対戦を拒否できる（領土戦については後述）。レギオンマスターになるためには無制限中立フィールドで「レギオンマスター・クエスト」をクリアする必要があり、4箇所同時操作が必要なギミックやパズルが複数存在するため、クリアには最低4人が必要。また、レギオンマスターは《断罪の一撃（ジャッジメント・ブロー）》というポイント全損技（ただし射程が短い近接攻撃であるため、難易度は高い）を所属メンバーもしくは現実時間で脱退から1カ月以内の者に対して行使することができる。レギオン同士の合併も可能で、合併後に名前やマスターといったオプションは自由に変更できるが、《断罪の一撃》発動権は1カ月間だけ前マスターにも残される。
ネガ・ネビュラス（N・N）
《黒の王》ブラック・ロータスが率いるレギオン。略称「ネガビュ」。暗黒星雲が語源で、当初は「華やかな原色で彩られた加速世界の銀河を暗黒で塗りつぶす」という意図だけでつけられた名前だったが、新たな仲間が集い勢力を盛り返しつつある現在になって、本来の物質が集まって新たな恒星を生み出す「星のゆりかご」という存在と重ねるようになっている。現在は杉並が領土。かつて（第1期）は渋谷に拠点を置く他の6大レギオンに引けを取らない規模のレギオンだったが、2044年8月にロータスが反逆者となった上、その直後に行われた帝城攻略ミッションで壊滅状態に陥り解散。領土はロータスとグリーン・グランデの密約によりグレート・ウォールに譲渡された。
2046年10月のシルバー・クロウとシアン・パイルの決闘を機に第2期として再結成される。メンバーにはルールとして「学生生活における加速の過度の乱用禁止」が敷かれている。当初はマスターの黒雪姫、ハルユキ、タクムの3人だけだったが、チユリの加入や幹部集団《四元素（エレメンツ）》の順次復帰、エネミーである《四聖》大天使メタトロンの加入（非公式）、プチ・パケの合流、ルイやリードの加入を経て、少数ながらもかつての勢いを取り戻しつつある。リアルでの拠点は主に高円寺にあるハルユキの自宅となっている。
加速研究会ひいては白のレギオンの悪事を暴くために2047年7月20日をもって赤のレギオンと合併、マスター同士の話し合いにより準備期間中の暫定マスターにはロータスが就任し第3期（仮）となった。
プチ・パケ
世田谷区に存在する総勢3人の小さなレギオン。名前はフランス語で「小さな箱」を意味する。レギオンマスターはショコラ・パペッター。本来レギオンマスター・クエストには最低4人必要だが、ショコラのチョペットなどの奇跡的幸運によってクリアを果たした。対戦にはそれほど熱心ではなく、加速世界を楽しむことを目的としている。そのため、メンバーはバーストリンカーになってそれなりの時間が経っている割にレベルが低い。2047年7月に解散した上でネガ・ネビュラスに合流した。

プロミネンス
2代目《赤の王》スカーレット・レインが率いるレギオン。略称「プロミ」。先代マスターであるレッド・ライダー退場に伴い当時のメンバーの大半が他所に移籍してしまったため、現所属メンバーは33名と六大レギオンの中では最も少ない。練馬、中野周辺が領土。太陽表面の紅炎プロミネンスが由来。拠点は練馬区桜台にある洋菓子店「パティスリー・ラ・プラージュ」。レインの下に《三獣士（トリプレックス）》と呼ばれる幹部が置かれ、第一期時代の幹部メンバーだった《三重士（トライアド）》など合計11のスリーマンセルが存在する。口頭のみの約束ではあるが、唯一ネガ・ネビュラスと不可侵条約を結んでおり、領土戦でオシラトリを降してマッチングリスト遮断特典を剥奪し加速研究会を表に引きずり出す計画を立てたネガ・ネビュラスに協力すべく合併を行った。
クリプト・コズミック・サーカス（CCC）
《黄の王》イエロー・レディオが率いるレギオン。台東・荒川・足立周辺が領土。
グレート・ウォール
《緑の王》グリーン・グランデが率いるレギオン。略称「グレウォ」。100人以上のメンバーを抱える加速世界最大の勢力である。渋谷・目黒・品川・世田谷周辺が領土。由来はグレートウォールと呼ばれる宇宙の大規模構造。アッシュによれば放任主義であまり規律は厳しくない模様で、第一期ネガ・ネビュラス解散により行き場をなくしたリンカーも（ロータスやグラフの影からの働きかけがあったとはいえ）受け入れている。グランデの下に《六層装甲（シックスアーマー）》と呼ばれる6人の幹部がいる。
レオニーズ
《青の王》ブルー・ナイトが率いるレギオン。略称「レオニ」。新宿・文京・中野周辺が領土。レオニーズとはしし座流星群のこと。幹部は《二剣（デュアリス）》と呼ばれる双子の女武者。規律は比較的厳しい（その反面、リアルでの加速の使用に関しては比較的寛容な模様）ようで、バックドア・プログラムを配布した幹部を容赦なく断罪している。男女比率では女性リンカーが少ないのが特徴。
オーロラ・オーバル
《紫の王》パープル・ソーンが率いるレギオン。中央区、江東区が領土。
オシラトリ・ユニヴァース
《白の王》ホワイト・コスモスが率いるレギオン。港区が領土。振動宇宙が語源。《七連矮星（セブン・ドワーフス）》と呼ばれる幹部がおり、それぞれが白雪姫に登場する七人の小人にちなんだ異名を持つ。幹部の序列は、強さより「クセモノ度の高い順」であるとされる。事実上、加速研究会の隠れ蓑であり、同区内にある私立エテルナ女子学院をプレイヤーホームにしている。中核メンバーのうち6名がエテルナ女子の生徒で、その関係性は魔王と配下の幹部集団に例えられる。第1期N・N壊滅時には代々木公園を内部に含む渋谷第一・第二エリアの獲得を狙う（黒と緑のレギオンで交わされた密約により失敗）など加速研究会同様何らかの目的のために昔から暗躍している。レギオンメンバーへの最終課題として「巨獣級エネミーの単独討伐」が課されているが、達成しているのは《七連矮星》を含めて10名程度。
2047年7月21日の第4回七王会議にて加速研究会との関係性が明るみに出たことで、残る5つの大レギオンと対立関係となる。
加速研究会
加速世界に現れた謎の組織。システムに規定されたレギオンではない。メンバーは頭に違法なBICを埋め込むことでマッチングリストからの乱入を防ぎ、それを利用したチートを可能としている。バーストリンカーという通称を忌避しており、自分達を《加速利用者》、《加速能力者》などと呼んでいる。ブラック・バイスやアルゴン・アレイなど、クロム・ディザスターの誕生前から活動するメンバーがいるなど、古くから存在していることが示唆されている。
目的は不明だが、ヘルメス・コード縦走レースにおいて心意による大規模な破壊を行うことで心意の存在を加速世界に広めるという所業を犯したため、7大レギオンから危険視されている。
その正体は、白の王ホワイト・コスモスがレギオンを隠れ蓑にして率いる集団だった。

ヘリックス
ベリリウム・コイルが率いる板橋エリアの中規模レギオン。
ナイトアウルズ
豊島エリアを根城にする中堅レギオン。
オーヴェスト
西東京市で活動する中堅レギオン。
ギャラントホークス
三鷹市を拠点とする小規模レギオン。
スカーズカ・プリースカズカ（Skazka Priskazka）
『アクセル・ワールド/デュラル マギサ・ガーデン』に登場。オレンジ・ラプターが率いる総勢4名のレギオン。
中野区内の女子校・私立清美学院内に存在する部活動・演算武術研究部（通称《演武研》）のメンバーで構成されたレギオン。表向きは（作中の時代から見て）旧世代のゲーム、中でも格闘ゲームを中心に研究を行うごく普通のゲーム研究会であるが、その実態は学院内のバーストリンカーによって結成されたBBの集団である。ちあきとリーリャの加入後に、レギオンクエストを攻略し、正式なレギオンとなる。レギオン名はロシア語で「御伽話噺」というような言葉遊びが由来で、リーリャの亡父が作ったゲーム名にちなんだもの。
水戸芸術館クリア後、フェイスレスと蒼灯武装団・改と同盟を結ぶ。
カラーレス
『アクセル・ワールド/デュラル マギサ・ガーデン』に登場。
かつてグラス・モナークが率いていた色なしのレギオン。拠点は葛飾区の中心部。その名の通りメタルカラーなどの色なしのデュエルアバターのみが所属していた。7大レギオンに並ぶ第8のレギオンを目指しており、最盛期には30人近いメンバーがいた。
フェイスレス
モナークが加速世界から姿を消した後にカラーレスが名前を変えたレギオン。残されたカラーレス初期メンバーの3人が主要構成員となっている。彼らはモナークに裏切られたと思っており、「色なしのはみ出し者を守る」というカラーレス時代からの信条を守りつつも今ではモナークの情報を追いながらPKまがいのこともするようになっている。
水戸芸術館最深部でモナークの遺言を聞き、自分たちの過ちを悟る。脱出後は莫大なBPを利用してダンジョンを加速世界でのモナークの墓にできないかと考えており、リアルでモナークの墓参りを果たし、その席でスカーズカ・プリースカズカと蒼灯武装団・改と同盟を結ぶ。

蒼灯武装団・改（ソードオブソダン・カイ）
『アクセル・ワールド/デュラル マギサ・ガーデン』に登場。グレイシャー・タイガーが率いる総勢4名のレギオン。
前身は《蒼灯武装団》という《部族（トライブ）》で、メンバーは清美女学院の兄妹校である征王学院の生徒会役員からなる。スライサーが起こした事件をきっかけに《部族》としては解散し、その後正式なレギオン結成を達成した。
メンバーは仮面と蓑を纏った原住民のような衣装で統一される。この服装はギルマスの趣味によるところが大きく、メンバーの半数からは不評。装備はセットで30BPという激安商品で、胡桃はあまり高いものだと数をそろえられないという切実な事情があるのではないかと踏んでいる。水戸芸術館クリア後、スカーズカ・プリースカズカとフェイスレスと同盟を結んだ。

### その他の集団
スーパーノヴァ・レムナント
直訳すれば「超新星残骸」という意味の日本円でPKを請け負う集団。
対象者のリアルを割り出す手段に長け、心意システムの熟達も含めてかなり高い戦闘力も保持していたが、シアン・パイルをPKによるサドンデス・デュエルで襲撃した際、危機に陥って咄嗟にISSキットを使用したパイルに返り討ちにされ、襲撃した4名全員が強制アンインストールとなった。
エクセルキトゥス
加速世界で初めて発足した、レギオンの連合軍。ネーミングは《軍隊》を意味するラテン語で、古代ローマ軍に於ける軍団の上位概念に由来する。《ナイトアウルズ》、《オーヴェスト》、《コールドブリュー》、《ゴウエン》あたりの中堅レギオンが中心となり、《ギャラントホークス》のような小規模レギオンとソロリンカーも山ほど参加しているので、メンバーの総数は関東在住リンカーの半数に相当する500名を超えるとも言われる。
テスカトリポカという厄災に対抗するため、2047年7月27日に発足する。内300人前後のメンバーが《大海》ステージでテスカトリポカを氷漬けにするという大規模作戦を敢行したものの、反撃によって無限EKに陥り参加者が数百名単位で全損に追い込まれる。

### 加速コマンド
BBをインストールすることによって使用できるようになる、バーストポイントを消費して思考および肉体を加速させるコマンド。レベルによって使用できるコマンドに制限がある。
原理は心臓の拍動を高速にすることにより脳の細胞を活性化し思考を加速するとされているが、まだまだ不明なことも多い。
その真実はソーシャル・カメラ・ネットを利用した通信により、意識の本質である脳内の光量子回路のクロック（正確にはニューロリンカーを介してメイン・ビジュアライザーとの接続を受け入れる脳内回路のインターフェイス部分）を引き上げることで1000倍の加速を成し遂げているというもので、バーストリンカーは加速中に《魂の寿命》が大量に消費されるのを回避するために、メイン・ビジュアライザー内に構成された自分専用の思考用量子回路にある《複製された魂》である《ライトキューブ》を利用して思考を行っている。つまり、加速中のバーストリンカーは自分の脳では思考しておらず、加速終了と同時に量子回路との接続が断たれ、記憶が同期する。物理的に加速を中断させた場合に少しだけ記憶の混濁が起きるのは同期プロセスが通常より遅れるためで、綸が加速中の記憶をよく覚えていないのも《記憶の同期》がうまく働かないことが原因と考えられる。対して、《バースト・リンク》コマンド使用中は生身の脳のクロックが限界まで低下、脳波が極端に徐波化してほとんど昏睡状態になる。
バースト・リンク
通常の加速コマンド。もっとも基本となる加速コマンドで、バーストポイントを1ポイント消費し、思考を1000倍に加速させる。持続時間は現実時間で1.8秒、体感時間で1800秒（＝30分）。「バースト・アウト」コマンドで任意に解除することもできる。発動中に肉体を自由に動かすことはできないが、ソーシャルカメラの視界内であればアバターを介して周囲を視認することは可能。この際ソーシャルカメラの映像から形成される世界は《初期加速空間（ブルーワールド）》と呼ばれている。また、発動中はグローバル・ネット、あるいは同じローカルネットに接続しているプレイヤーをマッチングリストで確認でき、他のプレイヤーに挑戦することができる。なお、挑戦を受けたプレイヤー、および対戦者の観戦予約をしていたプレイヤーは強制的に加速することになるが、コマンドを使用したわけではないためポイント減損はない。
アンリミテッド・バースト
レベル4から使用できる、無制限中立フィールドに移行するためのコマンド。バーストポイントを10ポイント消費し、思考を1000倍に加速する。制限時間はないが、即時対戦フィールドに移行するため、現実に干渉する手段もほぼない。
フィジカル・バースト
意識を肉体にとどめたまま10倍に加速するコマンド。バーストポイントを5ポイント消費する。持続時間は現実時間で3秒、体感時間で30秒である。
運動部員にとっては非常に魅力的なコマンドではあるが、一度使うと通常時にタイミングが合わなくなってしまい、このコマンドに依存しすぎてBPを浪費してしまうというリスクがある。
フィジカル・フル・バースト
意識だけでなく、肉体全てを100倍に加速するコマンド。レベル9以上でのみ使用可能となり蓄積ポイントの99%を使用する。前述の通り肉体も加速されるが、身体にかなりの負荷をかけるため激痛が走り実際には100倍速で動くことは不可能。

### 対戦フィールド
対戦フィールドはソーシャルカメラに映る地形や建造物をベースに、ランダムで決まるさまざまなフィールド属性とそれを特徴づける外観が付与される。フィールドは地水火風木金の自然系と神聖・暗黒の8属性をベースとし、認識範囲の広さ、オブジェクトの破壊のしやすさ、トラップの有無など多岐にわたる特徴があり、場合によっては対戦相手との相性よりもフィールド属性との相性が重要になることも多い。なおフィールドの名称はバーストリンカー達が暫定的につけたものであるため地域差が生じることもあり、システム上は「フィールド・アトリビューション」の呼称に属性ごと（例：H=ホーリー系、E=アース系）のナンバリングがなされている。
通常対戦フィールド
ブレイン・バーストのノーマルバトル（一対一の格闘）を行うフィールドのこと。システム的な名称は「ロウ・レベル」。1800秒、つまり30分の時間制限があり、対戦格闘ゲームのように相手のHPをゼロにするか相手よりHPが上回った状態で制限時間が過ぎると勝利できる。設定された対戦エリア（《戦域》）の境界線が絶対不可侵障壁となるため、その外には出られないようになっている。近くで観戦予約したプレイヤーの対戦があった場合、それを観戦することができる（ただし、対戦者は双方合意のもと妨害的ギャラリーを排除できる）。また観戦者を含むその場にいる者全員の承諾があった場合のみ、観戦者も戦闘に参加可能な《バトルロイヤルモード》へ移行することができる。
無制限中立フィールド
レベル4以上のバーストリンカーのみが許可されるハイ・プレイヤー向けのフィールド。システム的な名称は「ミーン・レベル」。通常対戦フィールドとの違いは、フィールドにいるものなら誰にでも攻撃できる、時間制限が無い、離脱するのにポータルを利用する、エリア制限がない、痛覚が通常の倍である、エネミーがいる、死亡するとアイコンとなってその場に留まり外的な要因がない限り1時間後にその場で復活する、などである。
フィールドの基本属性は《混沌》で、一定時間が過ぎると「変遷」が起きる。またネット切断やニューロリンカー除装などで離脱した場合、通常対戦は問題なく行えるが、再び無制限中立フィールドにダイブするとバーストリンカーの現在位置ではなく消滅した座標に出現する。また、このフィールド内において破損した強化外装はポータルで一度離脱しない限り修復されない。ポータルは全ての区役所の1階などに設置されている。ポータルでの離脱が困難になる場合に備えて、事前にタイマーでネットから自動切断するよう設定してからダイブすることが基本になっている。なお、このポータルの直線上にある物体は、いかなる視覚系アビリティをもってしても見通すことができないという仕様になっている。
現実世界のランドマークは、仮想世界ではダンジョンとなっている場合も多く、例として帝城（皇居）の東西南北に位置し《七の神器》のうち一番星から四番星までが安置されていた東京ドーム地下・東京駅地下・芝公園（東京タワー）地下・新宿都庁地下のダンジョンは《四大ダンジョン》と総称されている。ダンジョンはゲームシステム上では地上と別空間に設定されており、なんらかの理由で地上での移動が阻害されていてもダンジョン内部限定でその領域外へ移動できる。
変遷（へんせん/トランジション）
一定周期（内部時間で短くて3日、長くて10日ほど）ごとに無制限中立フィールドの属性が変化する現象。変遷が起きると、倒されたエネミーや破損した建造物も再生する。同様に、死亡したデュエルアバターも1時間の復活猶予時間を待たずして復活する。ドロップしたアイテムなどもリセットされるが、プレイヤーホームの鍵などの重要なアイテムはそのまま残る。
自然系と暗聖系の出現確率はほぼ同値だが、稀に自然系カテゴリが連続して出現することがあり、その場合は後に現れる暗聖系ステージの属性純度が上昇するという法則がある。この性質を利用して長期予測をすることで、いつどのような属性のステージが出現するかをある程度推測することも可能。

ショップ
無制限中立フィールド各所に存在するアイテム・ベンダー。映像記録に使う《リプレイ・カード》などのオプションカードや強化外装、仮想食品などをバーストポイントで購入できる。店の管理は《ドローン》と呼ばれるNPCが行っている。メタトロンによれば「小戦士（バーストリンカー）を選別するための装置」らしく、極力近づかない方がいいとされる。
ドローン
無制限フィールドでショップの店員をしているNPC。金属のフレームやケーブルだけで構成されたロボットのような外見で、「ドローン語」とでも言うべき独自の言語を使う。無敵属性で体力ゲージが無く、デュエルアバターの側から攻撃を仕掛けない限りは危険な存在では無い。
ミスター・スミス
無制限中立フィールドを放浪する《鍛冶屋》のドローン。膨大なポイントと引き換えに強化外装の作成・強化を行う。一度仕事をするとすぐどこかに飛び去ってしまうため遭遇頻度は低く、バーストリンカーの間では都市伝説となっている。作業するときは、下半身は金床へ、右手は巨大なハンマーへと変形する。
アイボリー・タワーの依頼で《ザ・ルミナリー》に耐熱性能を付与した後で調教され、オラクルと一緒にミッドタウン・タワー45階に拘束されていたが、クロウに救出され、彼の依頼で《ルシード・ブレード》に《炎熱属性無効》を付与した。
ブルローネ（Burlone）
『アクセル・ワールド/デュラル マギサ・ガーデン』に登場。
巨大な亀型エネミーの甲羅の頂上にある移動式ショップ。ラプターの談では「乙女の隠れ家的オシャカワショップ」とのことだが、土台のエネミーがかなり強く登坂するのは困難で、飛翔能力のあるデュエルアバターの力で上空から接近しなくてはならないため、バルキリーからは「辿り着くまでが特殊部隊の訓練以上に過酷」と評される。衣服などのほかに「ペルルジェラート」という食品アイテムも販売される。

プレイヤー・ホーム
無制限中立フィールド内では特定の区域・建造物を所有物として購入でき、そこを加速世界内の住居とすることができる。プレイヤー・ホームは対応する「鍵」が無いと内部に入る事はおろか視認すら不可能であり、また強固な破壊不能属性が建物全体に与えられる（強力な心意攻撃によって一時的に破壊することは可能）。アイテムとしての鍵は最初から2つ存在し、合い鍵を複製するシステムは確認されていない。
楓風庵（ふうふうあん）
旧東京タワーの頂上に存在する、スカイ・レイカー所有のプレイヤー・ホーム。 緑の屋根に白壁の落ち着いた雰囲気のコテージ。
現実世界の東京タワーは2030年代初頭に観光地としての役目も終え立ち入り禁止の施設となっており、その関係で仮想世界でも屋内を移動することはできないため、自力でたどり着けるのはレイカーやクロウの様な飛行能力を持つ者や、アッシュやレパードの様な壁面走行アビリティを持つ者等に限られる。
鍵は2つともレイカーが所持していたが、2047年7月21日、コンラトリー・カセドラルに帰還する必要がなくなったメタトロンに一方が譲渡され、拠点として共同管理するという形になった。
桜夢亭（おうむてい）
新目白通り沿いの老舗ホテルの場所にあるセントリーのプレイヤーホーム。高い板塀に囲まれた、武家屋敷ふうの瓦葺きの平屋。大抵のステージでは敷地の南東の角に大きな桜が生えていることが名前の由来。

帝城（エリア00）
無制限中立フィールドにおいて現実世界の「皇居」に相当する場所に存在する。加速世界最高難易度のダンジョンであり、不可侵領域。周囲は不可視障壁が張り巡らされ通常侵入不可能であり、東西南北にそれぞれ存在する《門》を突破することで侵入することができるが、四方の門は4体の超級エネミー《四神》が守護しており、門に施された封印を解除するためには四神を全て撃破する必要があるのだが、誰一人として四神を撃破し突破した者はいない。加えて帝城内部には、神獣級のポテンシャルを持つ幾種もの警護エネミーが無数に存在し、そのあまりの困難さから、帝城攻略こそがブレイン・バースト第二のクリア条件ではないかと考えられている。主要構造物は破壊不能属性に設定されており、特に《九重の門》（四方門・本殿の正面扉・四大扉の総称）は常にリソースを使って情報を更新しているために加速世界中最高の優先度を持つため、第三段階の心意であっても破壊することができない。
かつての旧ネガ・ネビュラスによる侵入作戦は、僅か2分で全員が壊滅し、《四元素》の内スカイ・レイカーを除く3人のアバターが橋の奥深くで「封印」されるという惨敗に終わった（8巻にてアーダー・メイデン、14巻にてアクア・カレントがそれぞれ無事救出され、残るグラファイト・エッジは彼女たちより前に自力で無限EKから脱したが、逃げ込んだ方向が帝城内であるため未だ帝城からの脱出は叶っていない）。その内部には七の神器、《ジ・インフィニティ》、《ザ・ディスティニー》、そしてさらに最奥である《八神の社》には、最後の神器《ザ・フラクチュエーティング・ライト》が置かれている。《八神の社》には、《四神》すらも超える8体のエネミー《八神》が存在し、これを守護しているという。現時点で四神の猛攻を潜り抜けて内部への侵入に成功しているのはクロム・ファルコン、グラファイト・エッジ、シルバー・クロウ、アーダー・メイデン、スカイ・レイカーのわずか5名と「門から入ったわけではない」アズール・エアー、複数回出入りしているのはシルバー・クロウただ一人。
この帝城は、かつて存在したAA、CCのフィールドにおいても全く同様に存在しているという極めて特殊なダンジョンであり、いずれもハイエスト・レベルに至れる高位ビーイング達などでも一切知覚することができない空白地帯である。
その正体はかつてある仮想世界でおきた、今現在ザ・フラクチュエーティング・ライトと呼ばれている何かを巡る戦いで作り出されたその何かを封印するための要塞。他のダンジョンなどとは製作者が異なり、クリアされるために作られていないのが難易度が最高の理由。
コントラリー・カセドラル（エリア03-2）
通称《芝公園地下大迷宮》。《四大ダンジョン》の1つで、《四聖》の一体、大天使メタトロンがラスボスを務める。《七の神器》四番星、天権《ザ・ルミナリー》が安置されていた。地上の状態にかかわらずフィールド全体が《天界》ステージで固定となっており、聖なる神殿のようなエリアを天使型のビーイングが守護している。最奥部に到達するためには3つのパズルギミックを解き3体の中ボスを倒す必要がある。完全攻略の条件は「ステージギミックを使わずにメタトロン第一形態を撃破し、その内部から出現する第二形態をも倒す」ことで、攻略報酬としてメタトロンの力を限定的に得られる翼型強化外装《メタトロン・ウィング》が贈られる。真の攻略条件が知られていないため、未だかつて誰にも完全攻略されていないダンジョンとなっている。
アマノイワト
通称《東京駅地下迷宮》。《四大ダンジョン》の1つで、《四聖》の一体、大日霊アマテラスがラスボスを務める。《七の神器》二番星、天旋《ザ・テンペスト》が安置されていた。固定属性は自然系火属性最上位の《紅蓮》。
代々木公園地下大迷宮
神獣級エネミー、女神ニュクスが守護するダンジョン。かつては四大ダンジョンと並び称され「五大ダンジョン」の1つとされていたが非常に危険度が高く、加速世界の黎明期に行われた最初の大規模攻略で無限EKとなる者が続出したせいで封印されることとなった。
水戸芸術館
BBをアンインストールしたバーストリンカーを復活させるというアイテム《インソウル・コーパル》が安置されているというダンジョン。
現在はボスポラス・フォグが周辺を見張っており、内部にはなぜかすでに死亡しているグラス・モナークの《センチュリオン・マーチ》が警備を続けている。池袋に設置してあるキャスリング用の1体を除く99体のチュリオン達は現実世界で3年もの時をかけてエネミー狩りをしてレベリングを続けていたこともあって、全員が最大レベルの巨獣級エネミークラスの強敵へと成長、本来のダンジョンの難易度を上回る難攻不落の要塞と化している。センチュリオンはエネミーも侵入者も無差別に攻撃を仕掛けるよう設定されており、モナーク自身が招いた相手だろうが、単なる侵入者だろうが、どちらにしろ99体全てを倒さなければ最深部にはたどり着けないようになっている。
東京ミッドタウン・タワー
赤坂エリア西側に建つ高層ビル。施設内を最低料金3万円からの高級ホテルが占めており、一般的な中高生の懐事情ではビル内部からの攻略開始は困難である。
本来は一ランドマークにすぎなかったが、加速研究会によってISSキット本体がタワー内部45階に存在するポータルを塞ぐように置かれ、外部からの侵入者に対してテイム状態の《大天使メタトロン》（第一形態）がそれを守護しており、小帝城とも言える不可侵領域になっていた。
メタトロンの解放後は、ヴァルハラ・ダンジョンから連れてこられた複数の《エインへリヤル》が建物内を警備しており、45階でミスター・スミスとオーキッド・オラクルの本体が拘束されていた。
池袋地下迷宮
レギオン結成クエストの舞台となるエリア。アテナと名乗るAIに管理される。3段階の試練を成功させる必要があり、分岐点により4カ所までエリアが分かれているため攻略には基本的に最低4名のバーストリンカーが必要となる。

アキハバラ・バトル・グラウンド
秋葉原にあるアミューズメントビル「カドタワー」のローカルネットから、バーストリンカーのみがアクセスできる賭け闘技場。通称《アキハバラBG》。
観戦者はネット内に掲示された対戦者に決められた日時までにそれぞれ賭ける（金額の上限は300円まで。対戦の勝利者にはファイトマネーとして500円が支払われる）。内部でルール違反を行った者は、腕利きの用心棒に（対戦で）ネット内から叩き出される。
秋葉原を含む台東区エリアは本来黄のレギオン《クリプト・コズミック・サーカス》の領土だが、ここだけは絶対中立となっており頭首であるイエロー・レディオでさえ手を出すことは出来ず、「バーストリンカーの対戦の聖地」と呼ばれる由縁となっている。
ヘルメス・コード
東太平洋上に建設された低軌道型宇宙エレベータ。保安システムに日本のソーシャルカメラが導入されたため、ブレイン・バーストにも宇宙ステージとして登場した。地上150kmのボトムステーションへのポータルは東京スカイツリーに用意され、初登場時にはGMイベントとして《ヘルメス・コード縦走レース》が開催された。
東京グランキャッスル
かつて《中央防波堤埋立地》と呼ばれ、現在は《令和島》と呼称される巨大な人工島の南西エリアに2045年にオープンした大規模テーマパーク。敷地の中央に屹立する巨大な西洋風の城《ハイムヴェルト城》は、都心最大級のランドマークとなっている。敷地は1km四方。
無制限中立フィールドでは《オシラトリ・ユニヴァース》の拠点となっている。
ハイエスト・レベル
通常の加速世界よりさらに高次元に位置する空間で「加速世界の全景を見渡せる場所」。メタトロンによると、通常はプレイヤーが到達することは不可能とされている。
ハイエスト・レベルに至ったプレイヤーは、加速世界内部のプレイヤーやエネミーの位置、そして現実におけるソーシャル・カメラの分布位置など、加速世界を構成する要素・情報そのものをより本質に近い状態で認識することができる。この場所では無制限中立フィールドですら停止して見えるほどの超高倍率で時間が流れている。「データの位置」が表されているだけの空間であるため認識できるのみで干渉はできず、アバターも実体を持っていないため物理攻撃は無意味。ただしアバターとそれに協力するビーイングとの間に形成されたリンクを切断するという方法でハイエスト・レベルから排除することは可能。このレベル内ではプレイヤーの認識は現実世界での加速コマンド発動時と似た状態となり、加速世界での動きが停止した状態に見える。なおアバターやビーイングは光の粒子で描画されるため、質感などは認識できなくなる。
また、BBと同時試行されていたAA、CCの二つの世界の存在・状況も、このハイエスト・レベルにて把握できるようになっている。
ビーイングに導いてもらった者をレベル1、ビーイングと遠隔感応してシフトできる者をレベル2、自力でシフトできる者をレベル3と称し、レベル3は別名《到達者》とも呼ばれる。
これまで独力でこの領域に達したバーストリンカーは存在しないとされており、実際に到達した者は全て意思疎通が可能な高位ビーイングの助けを借りている。現時点で、シルバー・クロウ、スカイ・レイカー、ブラック・ロータスがメタトロンの、ローズ・ミレディーがアマテラスの誘いによってハイエスト・レベルに到達しており、スノー・フェアリーが単独でのハイエストリンクを達成している他、グリーン・グランデも到達していると推測されている。
単独でのシフトには《極度の集中》が必要で、専用量子回路に過大な負荷をかけて例外的事象を引き起こさなければならない。単独でハイエスト・レベルへ到達するためには、無制限中立フィールドにおいて内部時間で数年単位の修練を積む必要がある。

### 強化外装（エンハンスト・アーマメント）
デュエルアバターが所有する武器や防具などのアイテムのこと。アバター作成時から初期装備として持っている、レベルアップボーナスで手に入れる、ショップで買う、ダンジョンに隠された物を発見する、エネミーを倒した際ボーナスとして手に入れるなど、通常のRPGと似たような入手方法の他、稀にだが所有する対戦相手を永久退場させた場合にそれを奪う形で手に入れることがある。初期装備の場合は直結有線通信での譲渡が、アイテムカード状態なら対戦フィールドでの授受も可能。装備者とは別にHPゲージを持つため盾代わりにも使われるが、ゲージが0になれば破壊される。任意で装備解除することは可能だが、再使用のための冷却時間が設けられている。
無限中立フィールドにおいては通常対戦と扱いが少し異なり、一度破壊されるとポータルから離脱して再び入り直さなければ使えず、所有者が生きている間は落とした所で先に拾ったり、装着部位を斬り落して使うなど「一時的に奪う」ことが出来る。

#### 七の神器（セブン・アークス）
《七星外装》とも呼ばれる、加速世界に七つ存在する最強クラスの強化外装。名前には定冠詞がつく。所有者によってその形状を変えるという性質がある。それぞれが北斗七星の第一星から第七星に対応した台座に安置されており、その全てが進入が極めて困難なダンジョン（柄杓の器部分に当たる一番星から四番星までは四大ダンジョン、柄部分に当たる五番星から七番星までは帝城）の最奥に設置されている。
ジ・インパルス（THE IMPULSE）
“衝動”の名を冠する北斗七星の一番星（アルファ）《天枢（てんすう）》。新宿都庁ダンジョンに安置されていた。青の王、ブルー・ナイトが大剣（ツヴァイヘンダー）の形で所有している。
ザ・テンペスト（THE TEMPEST）
“興奮”の名を冠する北斗七星の二番星（ベータ）《天璇（てんせん）》。東京駅地下ダンジョンに安置されていた。紫の王、パープル・ソーンが錫杖の形で所有している。
ザ・ストライフ（THE STRIFE）
“闘争”の名を冠する北斗七星の三番星（ガンマ）《天璣（てんき）》。東京ドームダンジョンに安置されていた。緑の王、グリーン・グランデが十字型の大盾の形で所有している。
補助効果として「攻撃を完全に受け切ると、その威力を倍にして相手に反射する」という「闘争」の名にふさわしい攻撃的な特殊能力《倍増返済（ダブル・ペイバック）》がある。
ザ・ルミナリー（THE LUMINARY）
北斗七星の四番星（デルタ）《天権（てんけん）》。宝冠（ダイアデム）と王笏（セプトラム）による2つ1組の強化外装。芝公園地下大迷宮「コントラリー・カセドラル」の台座に存在していたが、白の王、ホワイト・コスモスが密かに入手し、加速研究会としての活動に利用していた。
本体である宝冠から生成した荊冠をはめたエネミーやドローンを強制的に支配し、王笏で操る能力《王権神授（ディヴァイン・ライト）》を持つ。最終的な所有権は宝冠の装備者が持つが、王笏は一時的に他人へ譲渡することができるため、通常宝冠はコスモスが装備し、王笏は配下に貸与されている。神器の分身だけあって荊冠の耐久値は華奢な見た目とは対照的にかなり高く、さらにミスター・スミスの強化により物理無効、炎熱無効、腐蝕無効が付与されている。
ジ・インフィニティ（THE INFINITY）
“無限”の名を冠する北斗七星の五番星（イプシロン）《玉衝（ぎょくしょう）》の直刀。帝城内にザ・ディスティニーと並んで置かれていた。アズール・エアーが所有している。
複数の特殊能力を持っており、その一つは「鞘に収めたままでいればいるほど、抜刀直後の一撃の威力が無限に増加する」というもの。加速世界に存在する剣型強化外装の中でも相当に高い優先度と大剣スター・キャスターを上回るほどの重量を誇る。
三種の神器の一つである草薙剣がモデルではないかとされる。
ザ・ディスティニー（THE DESTINY）
“運命”の名を冠する北斗七星の六番星（ゼータ）《開陽（かいよう）》の全身鎧。かつて帝城内にジ・インフィニティと並んで置かれていたが、クロム・ファルコンによって持ち出され、サフラン・ブロッサムが装備した。加速世界に最初に出現した《七の神器》であり、後に《災禍の鎧》ザ・ディザスターとなる。
物理攻撃・エネルギー攻撃など攻撃の種類を問わずその大半を無効化あるいは反射し、唯一の弱点である腐食酸も当時は使い手がほぼ存在しなかったため、ステータス上は欠点があっても実際は限りなく無敵に近い強化外装であった。そのあまりに圧倒的すぎる力に対する恐れが、災禍の鎧を生み出す悲劇のきっかけとなった。
災禍の鎧と化して失われ、ハルユキは心意の力を使い原形を右籠手の部分だけ召喚することに成功しているが、《獣》の抵抗に遭いそれ以上の展開はできなかった。呪いが解け本来の姿に戻った後は、ハルユキの意向でファルコンとブロッサムがかつて暮らした湾岸エリアの家に封印された。
三種の神器の一つである八咫鏡がモデルではないかとされる。
スター・キャスター（STAR CASTER）
“星降るもの”という意味の名を持つ、神獣級エネミー「ヨルムンガンド」がクロム・ファルコンによって倒された際にドロップした高位の大剣型強化外装。出現直後は神々しい聖剣と言った赴きの外装であったが、暴走したクロム・ファルコンの負の心意に取り込まれ禍々しい形状へ変貌、ザ・ディスティニーとともに《ザ・ディザスター》の一部となる。
なおこの強化外装は正式な《七の神器》ではないが、メイン・ビジュアライザーにはザ・ディスティニー＝《開陽》の「連星」として認識されている可能性が高い。
実はサフラン・ブロッサムの擬似思考回路が残存しており、それが鎧の呪いを解く鍵となった。本来の姿に戻った後は、ザ・ディスティニーと共に封印される。
ザ・ディザスター（THE DISASTER）
通称「災禍の鎧」。大切な恋人のサフラン・ブロッサムが目の前で何度も殺されるのを見た初代クロム・ディザスターことクロム・ファルコンが《ザ・ディスティニー》と《スター・キャスター》をサフランを殺した3人への強大な負の心意によって融合させ形成した強化外装。名称は2つの強化外装のスペルが組み合わさったものとなっている（THE DESTINY／STAR CASTER）。
着装するとクロム・ファルコン、および歴代装着者の負の心意が凝り固まって発生した凶暴な疑似人格（ハルユキはこれを《獣》と呼んでいる）に精神を支配され、目の前の敵を破壊することしか考えられない戦闘マシーン（＝クロム・ディザスター）に変貌する。また、所持者を永久退場させると、自分を倒した者の心に暗い闇があればアイテム欄に直接ドロップし、闇がない場合は欠片を寄生させて融合の時を待つのも特徴。
性能は作中に登場しただけでも以下の通り多岐にわたり、名実共に加速世界「最凶」の強化外装である。また能力と言うほどではないが、召喚時に黒い稲妻が発生するのも一つの特徴（単なる効果エフェクトではなく物理的な破壊力を備えており、周りの地面に亀裂を生じさせている）。
- 着装時に損傷・HP全快。
- ザ・ディスティニーから受け継いだ堅牢な装甲（変化の際にクロムの属性を取り込んだため、弱点であった腐食攻撃を克服。ただしポテンシャルを攻撃力にも割いている分、総合的な防御力はザ・ディスティニーより劣る）。
- 相手のHPを奪い自身に還元するアビリティ《体力吸収（エネルギー・ドレイン）》。
- 膨大な戦闘経験の蓄積から為される超高精度の攻撃予測アビリティ《未来予測演算》。
- 過去の装着者達のアビリティ・必殺技を記憶・蓄積し、次の使用者にフィードバックする。ただしこの能力は鎧とのシンクロ率が高い六代目（シルバー・クロウ）にのみ発現している。劇中ではクロウ自身の《高速飛行》《レーザー・ソード》《レーザー・ランス》に加え、以下の能力を使用した。

- 疑似的な瞬間移動を行う必殺技《フラッシュ・ブリンク》。コピー元は初代（クロム・ファルコン）。
- 口から吐き出した火焔で燃焼による持続ダメージを与えるアビリティ《焔色吐息（フレイム・ブリーズ）》。コピー元は二代目（マグネシウム・ドレイク）。
- 刀剣型強化外装を自在に操る剣術の技能。コピー元は三代目（セントレア・セントリー）。
- 巻き取り式の鉤付き鋼線を射出するアビリティ《鋼線鉤（ワイヤー・フック）》。コピー元は五代目（チェリー・ルーク）。

その強大な力に魅せられ、初代以降実に4人ものバーストリンカーが暴走の危険を知りながらこれを装着し、クロム・ディザスターとなった。しかし五代目討伐により寄生され六代目となったハルユキによって呪いを解かれ、本来の姿へと還った。四代目のアビリティは使用されなかったため不明である。
《七の神器》級の強化外装と莫大な負のエネルギーがそろえば新たな《災禍の鎧》が誕生する可能性があるとされ、一部ではマークII製造こそ加速研究会の目的の1つではないかとも考えられていたが、神器は封印中か王が所有しているため入手が困難なこともあって現実的には再製造は不可能だと思われていた。しかしレベルアップボーナスによる強化で神器級の強化外装になっていたレインの《インビンシブル》が強奪され、そこにISSキット本体の負の心意が合成されたことで《災禍の鎧マークII》が生み出されることになった。

獣
《ザ・ディザスター》が取り込んだ多くのネガティブな感情や記憶・心意が、記録媒体の特殊性により擬似的な知性として機能するようになった存在。鎧の最深部に接触したハルユキは、漆黒の炎を身に纏い血色の双眸と長い牙を持つ巨大な何かと認識している。凄まじい怒りと破壊衝動を内包しており、あらゆるバーストリンカーを敵と看做し、戦い、倒し、喰らうことを目的とする。シンプルであるがゆえに非常に強力な精神支配力を有しているため、鎧による浸食が進行すると所有者は現実世界でさえも逆流現象に襲われるようになり、恐るべき狂戦士と化してしまうが、戦闘によりある程度消耗すると眠りにつくのでその間は装備者も負の心意から解放される。完全に鎧と一体化した状態では《獣》の声を聴くことはできず、この意識と会話するためには支配に抗い鎧との精神的な融合率が低下した状態となっている必要がある。その性質上、ファルコンが有していた加速研究会への憎悪やブロッサムへの愛情も共有している。ファルコンとブロッサムの意識が再会したことによって鎮められ、歴代の誰よりも強かったと認めた最後の共闘者たるハルユキに「世界の禍根」となる加速研究会の撃破を託して《災禍の鎧》と共に消え去っていった。
初代「災禍の鎧」の固有機能であるため、当然ながらマークIIには存在していない。仮にマークIIに同様の機能が宿ることがあったとしても、獲得までには莫大な戦闘経験と長い時間が必要になるだろうとされている。

ザ・フラクチュエーティング・ライト（THE FLUCTUATING LIGHT）
“揺れ動く光”という意味の名を冠する北斗七星の七番星（エータ）《揺光（ようこう）》。帝城地下深くに存在する最後の神器。形状は不明。7つのうちで唯一英語名と中国名が一致している。
その正体はかつてとある仮想世界で2つの勢力によって求められていた何か。グラファイト・エッジによると封印から解き放たれた時、加速世界だけでなく現実世界にも大きな変化がおきるとのこと。
三種の神器の一つである八尺瓊勾玉がモデルではないかとされており、他の二つの神器が形代で本物は他所に保管されてあるのに対して、勾玉だけは皇居に本物が安置されていることも重要なのではないかと推測されている。

#### その他の強化外装
幻想の手綱（ミスティカル・レインズ）
エネミーを調教するための手綱型強化外装。原則1対1で戦って勝てる相手だけが対象なので、ほとんどの神獣級を手懐けるのは不可能。
作中には複数登場。サルファ・ポットが所持して《ニーズホッグ》を調教していたものは、ロータスに奪われた。プラチナム・キャバリアーはこれでペガサスを調教している。
ISSキット
《インカーネイト・システム・モード練習（スタディ）キット》の略。ヘルメス・コード縦走レースでのラスト・ジグソーの大々的な心意の使用の後、加速研究会がブレイン・バースト内にばらまいた不正プログラム。
使用技は基本的に威力拡張の《ダーク・ブロウ》と射程拡張の《ダーク・ショット》の2つの虚無（闇）属性攻撃のみ。威力は高いが、両者とも腕を使う技なので両手を破壊されると使用不能となるのが欠点。
外貌は生物的な黒い目玉で、現れる場所は胸や強化外装などアバターによって異なる。着装すれば強力な心意技が使えるようになるが、それはいわゆる「負の心意」であり、負の感情を食い物にして技を発動しているため使用者の精神に非常に負担をかけ、また場合によっては性格さえ豹変させてしまう。《王》クラスの手練れ何人かが、アビリティや必殺技、心意を複合させて作り上げたものだとされ、敵を喰らえば喰らうほど強い力を生み出す。さらに、一定以上負の感情を溜め込むと分裂して《複製体（クローン）》を作り、同じ集団（クラスタ）の複製体を持つバーストリンカーが黒い感情をキットの中に育てると、親や子のキットよりも強い力を発揮するという《親子》及び《軍団》システムを悪用した性質があるので、複製体をばら撒けばばら撒くほどに自分も強くなる。
システムの中枢はメイン・ビジュアライザーにあり、夜毎にISSキット使用者を呼び寄せ、データの収受とキット同士の連結による相互強化を行っている。また無制限中立フィールドのミッドタウン・タワーにオブジェクトとして存在しているが、テイム状態の《大天使メタトロン》が頂上部で見張っているため近づくのは困難。
使用者のキットに対する抵抗の意思と、特定のアビリティや正の心意により除去は可能だが、アバター本体ではなく初期装備の強化外装などに寄生した場合、アバターが抵抗してもキットが身体の自由を奪い、対戦で破壊できても次のダイブで強化外装と一緒に復活してしまうために除去できなくなる。
なお技の発動の際に発生する黒い過剰光や、リンカーの精神に影響を与えるという特徴が《災禍の鎧》に似ていることから、当時鎧の宿主だったシルバー・クロウがこれの出所として疑われた（もっとも鎧の誕生経緯を鑑みれば、これらは寧ろ本質的に相容れない存在であるといえる）。
ホワイト・コスモスの能力によってレッド・ライダーの複製記憶データが寄生させられており、彼のアビリティ《銃器創造》によってISSキットを量産している。
本体はミッドタウン・タワーのポータルを飲み込んでおり、その正体はデュエルアバター。加速世界への出現から内部時間で既に50年経っているはずだが、それほどの期間加速していられる理由は不明。
その目的は膨大な負の心意を集めて第2の災禍の鎧を作り出すことであり、本体がブラック・ロータス達との戦いに敗れたことで、溜め込んでいた負の心意をサーベラスIII（ダスク・テイカー）に転送し、災禍の鎧マークIIを生み出した。キット端末はアビリティの主導権を取り戻したライダーの複製体によりロックをかけられて全てが機能停止し、何らかの理由でポイント枯渇状態にあった本体はロータスにとどめを刺されて全損した。
七道（セブン・ローズ/ Seven Roads)
レッド・ライダーが製作した拳銃型の強化外装。七王の和平の証として作られたものであり、攻撃力はない。七王の色と同じ色の弾丸が装填されている。
しかし、ホワイト・コスモスから、「相互不可侵条約を絶対かつ恒久的なものとするための、核ミサイルの如き圧倒的破壊力を持つ《相互確証破壊兵器》だ」と吹き込まれたロータスにより、ライダーの殺害という悲劇が起きることになる。
メタトロン・ウイング（METATRON WINGS）
《大天使メタトロン》の羽を模した白く薄い一対の翼型強化外装。本来であればメタトロンの第一形態を特定条件で撃破したうえで第二形態を打倒することで得られるものだが、自らを支配から解放したシルバー・クロウに対しては例外的に力を貸し与えている。
羽を剣のように操る近接攻撃技《エクテニア》が使用可能になるほか、必殺技ゲージを消費することなく超スピードで飛行することができ、クロウの《飛行》アビリティと心意を併用すれば音速すら突破する。機能を切り替えることで、メタトロン本体と所有者との意思疎通、他の下級エネミーへの限定的な干渉などの機能を持つ端末としても機能する。
また、心意の作用によって即死級レーザー《トリスアギオン》や膨大な体力ゲージなど、メタトロンの持つ能力の一部が付与されるが、エネルギー源である太陽光を吸収する装置にもなる翼がメタトロン自身のものよりも小さいため、トリスアギオン発動中は不足分をメタトロンの体力で補うことになる。そのため長時間の使用は本体の消滅に繋がってしまうというリスクがある。
なおメタトロンとハルユキの間にリンクが形成されているため、発声を必要とせず着装することが可能。
ファイブ・スターズ
ゲームオリジナル。「サフラン・ハート」を主体とした伝説の強化外装群。

### エネミー
無制限中立フィールドに棲息・徘徊するAIモンスター群の総称。一般的なMMORPGと同様にシステムに自動制御され、ほとんどの個体はその反応圏に入ったバーストリンカーを無差別に襲う。亀や翼竜のような形状の小型のものから、大型で強力なタイプまで様々な種類が存在する。倒すことでバーストポイントを得ることができるが、最も弱い最下級の小獣級エネミーでも途轍もなく強く、小獣級をソロで倒せるリンカーは上級者と認められるが、それすらもレベル7クラスになってようやく可能となるほど。加えて数十人単位で狩るほどの強力な巨獣級エネミーですら、倒したところで対戦での勝利一回分程度のポイントが得られるかどうかというほどで、利率は極めて悪い。バーストリンカーが心意を使うと特異な音によって認識するため、強力な心意を使うとエネミーを引き寄せることになる。昆虫系なら神経核、機械系なら制御核、亡霊系なら魂魄核というように、破壊すれば勝てるという弱点が設定されていることが多い。
現在確認されているエネミーの階級には、弱いものから小獣（レッサー）級、野獣（ワイルド）級、巨獣（ビースト）級、神獣（レジェンド）級、そして最強とされる超級がある。神獣級ほどの上位個体は、フィールドの特定の場所をテリトリーとして留まっており、エリアに侵入すると出現する。神獣級と超級は意図的に挑まない限り出くわす可能性がほぼゼロなので、5クラスあるエネミー等級の真ん中に位置する巨獣級が実質的に加速世界最強の敵とされる。その他「地獄」ステージのみで巨獣級が変異する邪神（デビル）級も存在する。
なお、エネミーというのは他の一部の用語同様バーストリンカー達がその性質から便宜的に付けた仮称であり、システム的な正式名称は「ビーイング」と言う（作中でのニュアンスから、意味合い的には「生き物」「住人」などになる）。倒されるとメイン・ビジュアライザーに情報が還元された後に転生する。バーストリンカー同様に次の変遷で再出現するが、特殊な場合を除き基本的に別個体であるため、テイムなどの補正効果はリセットされる。《ライトキューブ》を持つ最上位ビーイングは四神、四聖、八神を含め複数存在し、彼らと縁を結んだバーストリンカーは《契約者》となる場合があり、その導きでハイエスト・レベルへのリンクが可能となる。高位ビーイングでなくとも「心」の様な物を持っており、ごく稀に強化外装などの効力が及ばない状態での非攻性化事例が確認されているほか、必ずしも最大ダメージを与え続けたものだけを狙うとは限らないなどの単なるシステムではありえないような性質もある。下位ビーイングと《城持ち》の最高位ビーイングの間にある最大の違いは言語によるコミュニケーションが可能か否かであり、ビーイング同士が立てた仮説では《かんがえるための回路》が与えられているからだとされている。
四神（しじん）
加速世界最強中の最強とされる、《帝城》の四方門を守護する4体の超級エネミー。《セイリュウ》・《ビャッコ》・《スザク》・《ゲンブ》が存在する。神獣級すらも比較にすらならない強さを誇る、加速世界に君臨する「神」。
相互にリンクしており、いずれかの個体が交戦状態になると、残る四神が支援の回復をひたすらに飛ばしてくる。他のエネミーと異なり、AIの域を超えた人間と遜色ない知性、そして意志を備えており、「帝城」の四方門の領域に踏み込んだ相手には容赦せず非常に攻撃的でありメタトロンなど同じエネミーを見下している、交戦中に突如として戦闘パターンを変更するなど通常のエネミーとは一線を画す行動をとる。
ザ・フラクチュエーティング・ライトを封印する側の《リーダーA》によって創造されたライトキューブを持つ最上位ビーイングで、隔離アドレスに存在する。
スザク
帝城の南門（現実世界での桜田門）を護る四神。紅玉より赤い瞳を持つ炎を纏う巨鳥。口から放つ火焔ブレスや羽ばたくことで発生させる超高熱ウェーブなどの強力な炎を操る。
セイリュウ
帝城の東門（現実世界での坂下門）を護る四神。青い巨躯とサファイアの瞳が特徴。特殊攻撃を複数持ち、口から放たれる超高圧水流《ウォーターブレス》、上空から雷撃を落とし直撃したものを一定時間麻痺させる《サンダーブラスト》、名称不明の凍結攻撃、尾を地面に叩きつけて放つ振動波（触れると行動不能になる）、そして高粘度の黒球を放ってその中に捕らえたデュエルアバターの貯蓄バーストポイントを奪い、それが尽きるとレベルすらも下げてしまう《レベルドレイン》を使用する。
ゲンブ
帝城の北門（現実世界での乾門）を護る四神。動き自体は鈍いが広範囲の重力攻撃能力を操り、四神の中でも最高の防御力を持つとされ、グラファイト・エッジの双剣《ルークス》《アンブラ》ですら斬れなかった。
ビャッコ
帝城の西門（現実世界での半蔵門）を護る四神。鋭い爪牙を使った高速の接近戦を得意とする。

四聖（しせい）
ザ・フラクチュエーティング・ライトを解放する側の《リーダーB》によって生み出された最上位ビーイング。各々が拠点とするダンジョンでラスボスを務めている。《四神》とは敵対関係で、彼らと同じだけの知性を持っている。全員が「自動戦闘機能付き強化外装」にあたる第1形態と、人型の第2形態を持つ。
大天使メタトロン
声 - ゆかな
四神同様に意志を持つ神獣級エネミー。芝公園地下大迷宮《コントラリー・カセドラル》のラスボスであり、《四聖》の内の一体。
誕生以降一度も死を迎えることがなかったため実質8000年相当の時を生きており、その長い一生の中で数十年に一度現れるバーストリンカー達を待ち続けるも、第二形態の力を振るう機会は皆無でいつしか自分の存在意義について考えるようになる。そして加速世界の存在理由が帝城内部にあると推測、自己の消滅と引き換えになる可能性を考慮しつつも自分が何のために生まれたのかを知りたいと願う。
第一形態は、全攻撃無効、不可視、接触不可だが、フィールド属性が《地獄》になるか、頭部の《トリスアギオン》発射器官（ここだけは当たり判定が残る）を破壊するかでアビリティが解けるという特性を持つ。強力なレーザー攻撃《トリスアギオン》は射程200m、威力は即死レベルであることから容易には近づけない。胴体は無数の白いリングが連なって構成され、複雑なタペストリーのようなパーツ12枚が重なった翼が4枚、胴体下部にはチューブ状の手足が10本以上もある。また、複数の翼から同時に放つ《エクテニア》という高域殲滅技や、手の指から5連レーザーを放つ《テヒリム》を持つ。この性質により、ダンジョンを完全攻略するためには光線を反射できるスキル、もしくは心意技を持つ者が不可欠といっても過言ではない。
第二形態である「本体」は華麗な鎧と衣装を身につけた4枚の羽を持つ女性の姿をしており、「地獄ステージ以外で第一形態を撃破する」という条件を満たすことで第一形態の頭部から分離して出現する。四神をも上回る膨大な体力を持ち、《トリスアギオン》も空から柱のように莫大な光線を落とすという攻撃に強化される。なお形態変化しても「地獄」ステージという弱点はそのまま残される。
芝公園地下迷宮はダンジョン内のギミックで属性を《地獄》に変更出来ること、太陽光が直接届かないことからゲームバランスが保たれていたが、ホワイト・コスモスによって歪められた《ザ・ルミナリー》の能力でテイムされ、ミッドタウン・タワーのガードとして地上に引き出された。無制限中立フィールドが《地獄》に変遷することはほとんど無く、太陽光を受け取れることで《トリスアギオン》の発光持続時間が桁違いになったことからバランスが崩壊、ほぼ不可侵の領域と化していた。
最終的にはハルユキ達に透過能力を無効化され激戦の末倒されるも、それは上記の通りメタトロンの半身でしかなく、本体は調教状態から脱するため、ハルユキにだけ聴こえる声で自分の弱点を伝え続けていた。戦闘終了後は第二形態となってその場から去って行ったが、バイスを追跡するクロウに強化外装《メタトロン・ウイング》を兼ねた端末を一時的に与え、レイン救出をサポートする。そして加速研究会の本拠地において、端末を通して無礼を働いたハルユキを「下僕」に任命、ハイエスト・レベルにてクロウと心を触れ合わせたことで双方の量子回路が接続され、そのネットワークによりあらゆる情報を伝達することができるようになり、彼の持つ帝城の記憶閲覧と引き換えに災禍の鎧マークIIを倒すための力を与えた。このときクロウを守るために自分から犠牲となり力を使い果たして消滅しかけたが、端末を持っていたハルユキがアマテラスの導きで心意によるイメージを試みたことで、微かに残されたリンクを通してコアの修復に成功した。その後はハルユキが加速中に呼びかけることで端末の状態で出現するようになり、黒雪姫にネガ・ネビュラスのメンバーとして勝手に任命され、「加速研究会の打倒」という同じ目的を持つことから条件付きで提案を受け入れた。
気位が高いうえに感情的になりやすく、最近では周囲からの扱いが軽いことを遺憾に思っており、端末状態で「虫」扱いされたりクロウの「ペット」呼ばわりされた時には憤りを見せた。他の《四聖》からは一番腰が落ち着かないと言われている。クロウとの触れ合いを通じて自分たちビーイングも人間と変わらない存在であることを理解する。現在は復活時に失った力の回復に努めつつ、最近ではロウエスト・レベル（現実世界）を訪れるべくクロウとのリンクを強化しており、今ではハルユキが現実世界でニューロリンカーを外した状態であっても「召喚音」を届けられるようになっている。
オシラトリ・ユニヴァースとの領土戦でN・Nが陥れられ無制限中立フィールドに転送されたことを知ると、ハルユキ達を自身の本体が休眠する《コンラトリー・カセドラル》へと導く。自身の権能を使って攻略を助け、第一形態が倒されると共に万全とは言えない状態ながら復活、ダンジョンから出撃し《トリスアギオン》によって防衛側の大半を焼き払う。しかしオーキッド・オラクルの必殺技でフィールド属性が《地獄》へと強制変遷させられたことで力を失い撃墜されてしまったが、《インビンシブル》コックピット内部に保護されたことで死亡は免れた。この時に第2形態のままダンジョン外で変遷を迎えるというシステム上の想定外の自体が発生したことにより、第1形態がダンジョン内で復活しているにもかかわらず内部に強制的に戻されることがなくなったという極めて特殊な状態となり、無制限中立フィールドで第2形態のまま自由に行動できるようになる。以降はレイカーからプレイヤーハウスの鍵の片方を託されて共同管理者となり、《楓風庵》を拠点に活動することになった。コア以外の全情報を喪失したことでクロウとのリンク以外の全感覚を遮断して修復に専念し、内部時間で10年かけて修復を完了させた後、《終焉神テスカトリポカ》の情報を得てクロウ奪還に乗り出すが、撤退中に調教から離れて本来の力を取り戻したテスカトリポカの攻撃を受けて運搬していたバーストリンカーごと撃墜されてしまい、彼らの助命のためにクロウと共に《オシラトリ・ユニヴァース》への移籍を決めた。
大日霊アマテラス
東京駅地下迷宮《アマノイワト》のダンジョンボスを務める《四聖》の一体。日本神話の太陽神をモチーフとする神獣級エネミー。
第1形態は詳細不明。第2形態は古墳時代を連想させるゆったりとした装束に身を包み、ストレートの髪を顔の両側で輪っかに結って、頭に日輪を模した宝冠をかぶった神代の女王を思わせる容姿をしている。《四聖》では一番の「引きこもり」（本人の談では「内観を重視する」）であり、ハイエスト・レベルへのシフトも内部時間で100年に1度程度しか行わない。
メタトロンとは盟友であり、彼女が消滅の危機に瀕した際にはクロウに接触して復活を手助けした。ローズ・ミレディーを僕としており、彼女とリンクを形成してハイエスト・レベルに導いている。ミレディーとの関係はバーストリンカーの情報を受け取る代わりに、BBのシステム面の情報を提供するという互恵関係。
暁光姫ウシャス
《四聖》の一体。新宿都庁地下迷宮を居城とする。
太霊后シーワンムー
《四聖》の一体。東京ドーム地下迷宮を居城とする。
女神ニュクス
声 - 悠木碧
代々木公園地下大迷宮に出現する《四聖》の一体。「夜の女神」とも呼ばれ、超級エネミーの一体としてメタトロン以上に危険視されていたが、現在はダンジョンと共に封印され完全自閉状態になっている。本体は背中から翼を生やした少女の姿をしている。2体の強力なエネミー「ネメシス」と「タナトス」を筆頭に無数の飛龍型エネミーを生み出し従える。
内部時間にして数千年の長きにわたり眠りについていたが、2047年7月21日に現実世界の国立代々木競技場第一体育館内で事故に遭い無制限中立フィールドに退避してきたナイトライド・ウニカに反応して目覚め、彼女と絆の回路を構築し、27日に代々木公園を中心に「ダーククラウド」を発生させ、すべてのバーストリンカーを永遠の眠りの中に閉じ込めようとした。黒雲の内部は加速不能領域となり、さらに現実世界でもソーシャルカメラの機能停止という影響が現れ、これにより通常対戦フィールドで黒雲に呑まれたものは強制的に回路切断され、無制限中立フィールドで呑まれたものは無限EKに陥ってしまった。
8月1日の早朝にN・Nの主導で行われた作戦で黒雲の内部に突入され、競技場上空に出現させた居城から六王を相手にすることになる。本来の姿をあらわにして敵を倒そうとしたがメタトロンの助けを借りたクロウとロータスの心意の力でウニカとの回路を切断され、彼女が現実世界へ帰る決意をしたのを見届けると再び姿を消した。

八神（はっしん）
帝城最奥部に存在する《八神の社》でザ・フラクチュエーティング・ライトを守護するエネミー。グラファイト・エッジらに名づけられたものであり、システム上の正式名称は不明。大きさ的には大型デュエルアバター程度だが四神級の能力を秘めており、出現場所が屋内であるため四神のようにレイド戦を挑むこともできない。

巫祖公主バリ
最上位ビーイングの一体。国立競技場の地下迷宮を居城とする。《慧眼》と呼ばれる優れた情報収集能力を持っている。
メタトロンやアマテラスと協力してテスカトリポカに関する調査を行っており、その本質がビーイングではなくポータルであることを突き止める。
暴風王ルドラ
最上位ビーイングの一体。東京ビッグサイト地下迷宮を居城とする。

太陽神インティ
神獣級エネミーの1つ。直径20mはある転がる火の玉のような外見で、本体から10m以内の範囲に近づけば高熱ダメージにより即死する。優先度では《四聖》や《四神》にも匹敵するが、彼らからのコンタクトには一切反応しないという、加速世界で最も意味不明なビーイング。メタトロン曰く「考えるだけ無駄」な存在。神獣級でありながら体力ゲージ自体は1段しか存在しないが、核への接近は困難で、その核もタングステン球以上の硬度と物質密度を持つ。
炎の仕組みは恒星と同じ核融合反応に類似するものだとされている。物理攻撃は核に届く前に溶かされてしまい、熱エネルギーでは吸収されてしまう。水が通用しないのは、高温で水素と酸素に分離され、前者は核融合の燃料に、後者はCNOサイクルのエネルギーになってしまうため。酸化反応ではないので酸素を奪っても燃え続けると考えられ、スザクとは違い宇宙空間でも力を失わないと推測される。ただし、《大海》や《暴風雨》の大量の水を嫌うらしく、水属性ステージに変遷するとどこか（おそらくは《四聖》の拠点に相当する場所）へ姿を消してしまう。
かつてグラファイト・エッジが討伐計画を立て、赤坂御用地まで連れて行って幅200mの池に落としたことがあるが、池の水は一瞬で沸騰しグラフも蒸し焼きになって即死したという。メタトロンの力を以てしても、撃破はおろか移動させることすらできない。
2047年7月21日の第4回七王会議時には《ザ・ルミナリー》の効果によりプラチナム・キャバリアーに調教された状態で出現、無制限中立フィールドに転移させた会議参加者を無限EKするために利用され王5名を封印状態にしてしまうが、鍛冶屋に《炎熱ダメージ無効》を付与してもらった《ルシード・ブレード》によって核を破壊され倒された。しかし、その正体とはコスモスが語るところの「世界の歪み全てを内包した卵」であり、《終焉神テスカトリポカ》の第1形態（殻）に過ぎなかったことが判明。成長する種類のエネミーで、内部時間で8000年にわたって数え切れないほどのバーストリンカーやエネミーを焼き尽くし、殻の中のテスカトリポカを育て続けてきた。
終焉神テスカトリポカ
《太陽神インティ》の内部から誕生した《終わりの神》とも呼ばれる超級エネミー。いわばインティの第2形態。身の丈100mを超える暗赤色の巨人型で、頭部は楕円形ののっぺらぼう。
体力ゲージは10段に及び、既存のビーイングを遥かに上回る。フルゲージ状態からでも使える基本技でも非常に強力で、右手に黒い同心円を出現させ、一定範囲の重力を数倍に増幅して押しつぶす《第五の月（トシュカトル）》、左手の赤い同心円からはスザクのファイアブレスと同等以上の紅蓮の火線を放つ《第九の月（ミカイルイトントリ）》を使う。足裏から紅蓮の炎を噴き出して時速150kmで空を飛ぶこともでき、離陸時には余剰エネルギーだけで足元に巨獣級エネミー10匹近くを即死・炭化させる、高威力の範囲攻撃を直径10m以上にわたって撒き散らす。その他、口からは超広範囲を攻撃できる漆黒の破壊的衝撃波、腹からレベル・ドレイン効果を持つ漆黒の球体を発射といった攻撃手段も持っていたが、調教で力を制限されていた間は使用しなかった。基本の索敵範囲は半径1kmほどで、その中に入らなければ襲われる可能性は低いが、バーストリンカーがエネミーを攻撃すると、遥か遠方からでも察知して一直線に飛んでくる。
オシラトリの分析では四聖と四神全ての合計より大きい総合戦闘力を持つとされ、ゲームバランスを完全に破壊するほど強い。なぜこれほどまでに強いかと言うと、コスモス曰く「世界を閉じるためにのみ存在する蹂躙者（デバステイター）」だから。世界を閉じるために必要な強制アンインストールと強制記憶消去の処理を行うには全プレイヤーのポイントをゼロにする必要があり、全能ではないが隔絶した力を持つ処刑装置を求めた《リーダーB》側の管理AIが最初から世界にギミックとして組み込んでいたからだという。バリによると本質はビーイングではなく、内部には《ポータル》が存在している。
クロウがインティを撃破して20分後、上空に残留した炎の中から誕生し、直後の起動シークエンス中の隙に《ザ・ルミナリー》で6重の支配を受けてコスモスに調教されてしまう。力を制限して「超級エネミーの範囲に留めていた」状態でありながら六王とその配下を圧倒したが、クロウらの奮戦で失敗し、クロウを拉致して《東京グランキャッスル》に撤退。クロウ奪還のための荊冠破壊作戦において調教状態から脱し、本来の力を振るって作戦に参加したバーストリンカーとメタトロンを追い詰める。3日後、討伐を計画していたエクセルキトゥスを圧倒して数百人単位でバーストリンカーを全損へと追い込むが、突如として崩壊し、内部に存在していたポータルから《ドレッド・ドライブ2047》のプレイヤーを出現させる。

ヨルムンガンド
神獣級エネミーの1つ。地獄の長虫と呼ばれる16個の目を持つ巨大なワーム型のモンスターで、腐食攻撃を使う。《煉獄》《疫病》《腐蝕林》といった一部の有機系ステージにのみ出現し、直径30mのクレーター内を巣とする。
ニーズホッグ
神獣級エネミーの1つ。青い鱗を持つ体長20m程の肉食恐竜型モンスター。テイム下では独自の必殺技ゲージを消費し、《スコーチング・インフェルノ》といういわゆる「ドラゴンブレス」を放つ必殺技を使う。

エインヘリヤル
ヴァルハラ・ダンジョンに生息する神獣級エネミー。兜の中には実体のある闇が蠢き、両目だけが青い鬼火のように光る、亡霊の如きおぞましい姿をしている。漆黒の鎧と刃毀れした長剣を装備した騎士型で、通常個体はカイトシールドを、指揮官クラスはモーニングスターを手に持っている。姿のよく似た《ヴァリヤーグ》の3倍は強いとされ、指揮官クラスは4段の体力ゲージを持つ。ただし死せる勇者の霊という存在なので、鎧の胸当ての中にある魂を破壊されれば一撃で死亡するという弱点を持つ。
コスモスの《ザ・ルミナリー》で複数の個体が警備用に調教されて、ダンジョンからミッドタウン・タワーへと連れてこられていた。

ヴァリヤーグ
鋼鉄の装甲に包まれた騎士風の巨獣級エネミー。身長は2mを遥かに上回り、手には《ジ・インパルス》より巨大な剣を持つ。
《ザ・ルミナリー》の効果で調教された個体が、オシラトリの本拠地である聖エテルナ女学院の建物内を警備している。
フレイムブローワー
全身を薄い赤色の甲殻に包まれる甲殻類型の巨獣級エネミー。全高7、8mはあるダイオウグソクムシのような巨体からは無数の頑丈な脚が生え、細長い複眼の下に揺れる口吻からは、「炎を噴く者」の名の通り10m以上の射程を誇るオレンジ色の炎を放射する。体内に大量の燃料を蓄えていて、下手に殻を破壊するととんでもない大爆発を引き起こすため、巻き添え死を避けるために遠距離火力で蜂の巣にするのが定石。火炎放射用の口吻は見た目より頑丈で破壊は容易ではなく、破壊しても炎を噴けなくなるわけではないが、一定以上の威力の攻撃を当てると数秒間だけ行動遅延させられる。頭部にある黒に近い深紅の盾型の堅甲は神獣級を超える硬度を誇るが、ここを砕いて剥き出しになった中枢神経核を破壊すれば爆発させずに倒すことができる真の弱点でもあり、この倒し方をした場合はバーストポイントの他にも稀少な素材アイテムや強化外装をドロップする可能性がある。
クロコシータス
4本足のクジラに似た巨獣級エネミー。全長6mのうち、2mをワニか恐竜に近い印象の頭が占めている。純粋な動物型のエネミーであり、特殊攻撃を持たない代わりにシステム的に明確な弱点を持たず、体当たりをまともに食らえばレベル6リンカーでも確実に即死する。

アーマークラッド・トータス
野獣級エネミーの1つ。甲長4m程の巨大リクガメ。
ラーヴァ・カーバンクル
小獣級エネミーの1つ。頭でっかちのアルマジロといった外見で、額の赤い宝石からルビー色のレーザーを発射する能力を持つ。
クルちゃん
《プチ・パケ》の面々がテイムしたラーヴァ・カーバンクルの一個体。ショコラ・パペッターが展開した《カカオ・ファウンテン》に惹きつけられたことがきっかけで出会い、その後現実世界で2年もの歳月を掛けたことでようやく調教できたという経緯がある。
パンプキン・オウル
『アクセル・ワールド/デュラル マギサ・ガーデン』に登場。
「池袋地下迷宮」専用エネミー。レギオンクエストのクエストボスとなる飛行能力を持つフクロウ型エネミーの一体。クエスト中に渡される雛が赤・黄緑・黄緑・ピンクだった時に出現する個体で、赤寄りの黄色の体色が示す通り長射程の間接攻撃により、挑戦者たちを自分と錯覚させる能力を持つ。

### 心意（インカーネイト）システム
BBプログラムには、プレイヤーのイメージを源泉にデュエルアバターの操作を補助する機能が設けられている。これを「イマジネーション回路」といい、通常は補助操作系として、主に人体に本来備わっていない機能（シルバー・クロウの翼やブラック・バイスの多重層など）を思い通りに動かすために機能している。劇中で「心意」と呼称する場合は、この回路に強力なイメージを押し付けることで「事象の上書き」（オーバーライド）を引き起こし、システム以上の現象を意図的に発現させる行為を示すことが多い。
熟達すれば加速世界のバランスを崩すほどの能力をデュエルアバターに与えるが、パッチを当てるなどの対処がなされた様子がないなど、ある意味で加速技術以上に謎が多い。高レベルリンカーたちによって、ある程度系統立てられ訓練方法も確立されているが、同時に習得・使用には自らのアバターを創り出した「心の傷」と向き合わなければならず、乱用すると心の闇に呑み込まれてしまう危険性を孕み、かつてそれによって災禍の鎧を生み出した危険性からその存在は秘匿されており、特に心意技による先制攻撃は御法度とされている。心意技の発動には発声も重要であるが必殺技のように必須というわけではなく、長い時間をかけて訓練すれば無声でも発動することができるようになる。
心意システムの根源は、大天使メタトロンによると「自らの存在そのものを保ち、守ろうとする意思」と考えている。それに対してハルユキは自分の心を守る壁でありデュエルアバター誕生過程は心意システムそのものと考えている。
心意攻撃には3つの段階が存在する。
- 第一段階：基本4種として《攻撃威力拡張》《装甲強度拡張》《移動能力拡張》《射程距離拡張》がある。ただしほとんどのアバターは4つ全てを使うことは不可能とされている。また心意技は対象が個人であるか範囲であるか、希望や勇気などに根ざす正の心意であるか、怒りや憎しみに根ざす負の心意であるかによっても分類され、それぞれの組み合わせによって計4種のパターンに分かれる。
- 第二段階：基本4種を組み合わせる、あるいは全く新しいイメージを具現化することでよりオーバーライドの規模を高めたもの。《空間侵食》を伴う第四象限に属する破壊の心意もこの段階に含まれる。第一象限の心意技《範囲を対象とする正の力》の使い手が、第四象限の心意技《範囲を対象とする負の力》を行使することは精神に過大な負荷を生み、耐えきれずに昏倒してしまうことすらある[20]。
- 第三段階：別名《絶対理論》。「ハイエスト・レベルでの情報直接干渉」をすることで、心意を一点に極限まで集中することで発動できる。これはいわゆる「結果のごり押し」による高次元から事象操作であり、見た目の派手さはないものの距離や攻撃力、防御力などを一切無視して有無を言わせず事象を書き換えることができる。プレイヤーである以上《心より出づる意志》という大原則に捕らわれてしまうため、第三段階をマスターしたバーストリンカーはいないが、これを極めたものは加速世界の神にも等しい力（≒管理者権限）を得ることになるとされる。現在までに登場した第三段階の使い手は全てオリジネーターであり、純色の七王では青と緑の王は使えるのが確実視されている。

なお楓子やバイスによれば、単純に心意攻撃を行うだけなら正の心意より負の心意の方が扱いやすいらしい。また、心意攻撃は同じ心意攻撃でしか防御できず、必殺技やアビリティでは対処できないという絶対的な性質がある。
過剰光（オーバーレイ）
心意技を使用した際に発生する光。色は心意使用時の心理状態や元となった感情に左右され、「希望」や「勇気」など正の心意なら銀や赤などの鮮やかな色に、「怒り」や「憎しみ」など負の心意なら黒や灰色などの暗い色になる。第一段階より第二段階の方が派手なライトエフェクトが発生するが、イマジネーションを変換する際に生じるノイズでしかないため心意が収束される第三段階では余剰光も小さくなる。
零化現象（ゼロフィル）
魂からアバターに伝わる信号が0（ゼロ）に埋め尽くされた状態。無力感や諦めのようなイメージがイマジネーション回路に大量に流れ込んだ結果、デュエルアバターが「動けない」状態に上書きされてしまう現象。ゼロになるのはあくまでアバターを動かすための運動命令であり、量子回路すなわち魂からは負の心意が大量に出力されている。
逆流現象（オーバーフロー）
零化現象の上位版。怒りや憎しみといった負の心意が溢れ、制御できなくなること。本来は加速世界においてアバターに起こる現象だが、稀に負の心意技を身に着けたバーストリンカーが現実でも起こすことがある。
オーバードライブ
零化現象とは逆に、自身の闘志や戦意を高めることで若干の能力強化を行うコマンド。システム外の存在ではあるが、厳密には心意技ではない（あくまで軽い自己暗示でしかない）ため、効果もそれほどのものではない。黒雪姫/ブラック・ロータスは、近接攻撃力を強化する「モード・ブルー」、遠隔攻撃力を強化する「モード・レッド」、防御力を強化する「モード・グリーン」の3種に体系化して活用している。

### その他
上記用語の他、バーストリンカー達が使う俗語など。
《親》と《子》
現在、新たにバーストリンカーが発生する唯一の方法は、既にバーストリンカーである人物からアプリケーションをコピーしてもらうことである。この時のコピー元を《親》、コピー先を《子》という。無論、《子》になる方も上記の「バーストリンカーになるための2つの条件」を満たしていなければ成功しない。
かつてはコピー回数無制限で、コピー対象者のプログラム適性の有無を事前に知ることができるツールが存在した。しかし開始から約2年後に仕様が変更され、コピーは可否にかかわらず1回しか実行できず必然的に1人につき1人しか《子》はできないようになった。これはバーストリンカーの総数を約1000人に固定するためと作中で推測されている。コピー回数制限がされていない頃に大量の《子》を生み出した者もおり、確認されている中では30人以上の《子》にコピーしたオリジネーターがいるとされている。
《親》がリアルから加速世界に勧誘するという形式上、両者は肉親や知人など近しい人間関係にいることが一般的。そのため師弟や先輩後輩といった固い絆を持っている場合が多いが、これは言い換えれば他のバーストリンカーと違い「最初から互いのリアルを熟知している状態」である。従って何らかの理由で敵対してしまった場合、よほどの決断力がなければ情による枷から相手を倒すことに躊躇い、難敵となってしまう危険性がある。
レベル10
ハルユキと黒雪姫が目指す到達点。「レベル10に到達した者はBBプログラム製作者と邂逅し、加速世界が存在する真の意味と、その目指す究極を知ることができる」と告げられている。
バーストポイントを得るというそれまでのレベルアップ方法とは違い、レベル10になるには他のレベル9リンカーを5人倒す必要がある。しかしレベル9同士の戦いに敗れると即座にポイント全損というレベル9限定のペナルティーがあるため、黒の王を除く六王は相互不可侵条約を結び現状を維持している。
六王の内何名かは、レベル10到達者が現れることこそがゲームクリア条件の達成であり、その時が加速世界の終焉になるのではないかと恐れている。一方で異様に厳しい条件からレベル9がプログラム的な上限であり、レベル10はその限界を超えるためのもの、あるいはバーストリンカーを選別するためのものではないかとグラフは推測している。
心傷殻理論
アルゴン・アレイによって唱えられた、メタルカラーアバターの生成に関する仮説。考え方としては精神医学に於ける解離に近い。
心の傷が自分自身でも見えないほど強固な殻、《心傷殻》に覆われた者がメタルカラーになるのではないかという理論で、当初はメタルカラーの誕生理由をかなりの程度説明できるセオリーとして概ね好意的に受け入れられた。しかし「意図的に心傷殻を作れば人工的にメタルカラーを生み出すことができる」という危険な噂が一人歩きした上、その「人工メタルカラー」だと噂されていたマグネシウム・ドレイクが二代目クロム・ディザスターと化したため、バーストリンカー達の間でこの言葉はタブーとなった。後に現れたウルフラム・サーベラスも、この《人工メタルカラー》と推測されている。
なお自身の心傷殻を最悪の形で解放したクロム・ファルコンは、神獣級エネミーを一方的に倒し七星外装を変質させるほどの負の心意を発生させている。
エネミーキル（EK）
文字通りエネミーに倒されて死亡することを言うが、敵対リンカーによって能動的に行われるものも指す。特に対象を逃げられない状況に置き、EKを繰り返させることによってバーストポイント全損に追い込むことを《無限EK》と呼ぶ。故意ではなく偶発的な要因から左記の状態に陥ってしまった場合、当初は「無限エネミーデス」と呼称していた（現在は特に区別していない模様）。
封印
無制限中立フィールドにおいて逃げることのできない状況で無限EK状態に陥り、ネット切断やニューロリンカー除装などで強制離脱した状態の俗称。そうなったバーストリンカーは再び無制限中立フィールドにダイブすると自身を倒したエネミーの前に出現し、ほぼ間違いなく再度殺され続けてしまうので、全損を避けるため無制限中立フィールドにダイブすることが実質的に不可能となる。

PK
「フィジカル・ノック（物理攻撃）」の略。現代のオンラインゲーム用語の「PK（プレイヤーキラー）」とは別物（そもそもBBはPvPの対戦格闘ゲームである）。バーストリンカーの身元を割り出しリアルアタックを敢行して無理矢理バーストポイントを奪う行為を指す。極めて忌むべき行為として扱われるが、行う者は少なからずいる。そのためバーストリンカー達は基本的に個人情報のやり取りを本当に信頼できる者同士でしか行わない。
サドンデスルール
対戦において、敗者が相手とのレベル差に関係なく即座にポイントを全損するルール。レベル9同士の対戦、またはショップで売られているアイテム「サドンデス・デュエル・カード」を用いた無制限中立フィールドでの対戦に適用され、特に後者の場合は、対戦中にバーストアウトしても負けと見なされる。
調教（テイム）
エネミーを飼い馴らし、指示を聞かせること。テイム専用のアビリティないし強化外装をエネミーが瀕死状態の時に使用することで可能となる（それ以外に条件があるかは不明）。
現在のところテイム専用アビリティを持ったバーストリンカーは確認されておらず、専用の強化外装も《幻想の手綱》と《ザ・ルミナリー》のみ。
ただし、長い時間をかければエネミーをほぼテイムと同じ（飼い慣らす）状態にできる場合もある。だが、その状態で飼い慣らされたエネミーが倒された場合、変遷で復活はするが、飼い慣らされた状態では無くなるため攻撃をされる危険がある（アビリティや強化外装の場合は不明）。
領土戦争
レギオン同士が戦域の支配権を懸けて戦うチームバトル。毎週土曜日の午後4時に開催され、平均勝率5割を上回ることでシステムに戦域の領有が認められる。攻撃側は参加メンバーが現実世界で戦域に移動しリーダーがマッチングリストからデュエルを挑むが、防衛側は現実世界でグローバルネットに接続した戦域に隣接する支配戦域までなら移動なしで防衛が可能となる特権がある。チーム戦の参加人数は防衛側は何名でもよく（原作中に人数制限の記述は無い）、攻撃側は3人を下限として防衛側に合わせた人数での戦闘となる。なお防衛側が2名以下の場合は、攻撃側は最低参加人数の3名が同様に抽出され、2名以下の防衛側に対して攻撃側3名での戦闘となる。そのため大規模レギオン同士の領土戦では読み合いの要素が生じ、大人数で攻め入られることが予想される地域に少人数を配置して人員を無駄遣いさせるなどの戦略がとられることもある。
合計が20人以上の大規模な領土戦となると若干方式が変化し、初期配置が3〜4人で分散し、味方や敵の体力ゲージも近づいている者だけが表示されるようになる。なお、この時の組み合わせは対戦歴やタッグ歴、リアルでの所在地などを加味して編成されると言われている。
拠点（フットホールド）
領土戦において取り合うことになる金属リング。リングの下に30秒以上待機することで「占領」したと見なされ、内部にいるデュエルアバターに自動で必殺技ゲージをチャージしてくれるという機能がある。特にステージ中央にある《要塞拠点（ストロングホールド）》は小型アバターが3人は入れるほどに巨大なものとなっているため、防衛の拠点として非常に重要である。
インソウル・コーパル
『マギサ・ガーデン』に登場。水戸芸術館ダンジョン最深部に存在する、全損したアバターを蘇生させるためのアイテム。アバターのデータを復旧させることはできるが、そのアバターは結晶にとじ込められた状態で復活し、封印状態を解除する方法は未だに判明していない。

## アクセル・アサルト
正式名称「Accel Assault 2038」。またの名をトライアル#1と言い、BBとは別の加速世界。OVA第1話に登場している他、原作でもグリーン・グランデやメタトロン、ホワイト・コスモスがその存在について言及している。
グランデによるとBBに先行する最初の加速世界としてロールアウトされた様だが、コスモス曰く「#1は過剰な闘争で満たされ」たという理由で廃棄されている。このゲームのプレイヤーは、BBのプレイヤーが自身を「バーストリンカー」と称するように、自分達のことを「アサルトリンカー」と呼んでいる。
BBと異なり必殺技ゲージの概念は無いらしく必殺技は連発可能であるが、その代わり使用者の体力を消耗する。
グラファイト・エッジによると対人戦メインの高速シューティングだったとのこと。
この世界にバーストリンカーが進入した場合、強いイメージと共に加速コマンドを発声することでその姿に変わることができるが、イメージが不完全だったハルユキ達は本来のデュエルアバターではなく、それぞれ以下のような姿に変わった。
- ハルユキ：通常アバターのブタの耳が翼状に変化、背部にシルバー・クロウのものより遥かに小さい翼が生え、微速飛行が可能。
- 黒雪姫：生身にブラック・ロータス状のアーマーを装着[注 34]。ダシュカに止めを刺す際はハルユキのアバターとイメージを重ね融合し、背中に色が黒くなったクロウの翼が追加され高速飛行を行った。
- チユリ：通常アバターの猫耳娘にライム・ベル状のアーマーを装着。ただし強化外装「クワイアー・チャイム」はなく、代わりにタクムのアバターを装備しパイルの技で戦った。
- タクム：シアン・パイルの強化外装「パイル・ドライバー」の先端部がパイルの頭部になった姿。額から杭が出る他、尾部のブースターで一時的な飛行が可能。なお、自身では動けないためチユリに装備される形で戦ったが、その際、たまらず艶声を上げている。

## 既刊一覧

### 小説
| 巻数 | タイトル                              | 初版発行日（発売日）       | ISBN              | 備考 |
| ---- | ------------------------------------- | -------------------------- | ----------------- | --- |
| 1    | アクセル・ワールド1 -黒雪姫の帰還-    | 2009年2月10日（同日[22]）  | 978-4-04-867517-8 | |
| 2    | アクセル・ワールド2 -紅の暴風姫-      | 2009年6月10日（同日[23]）  | 978-4-04-867843-8 | |
| 3    | アクセル・ワールド3 -夕闇の略奪者-    | 2009年10月10日（同日[24]） | 978-4-04-868070-7 | |
| 4    | アクセル・ワールド4 -蒼空への飛翔-    | 2010年2月10日（同日[25]）  | 978-4-04-868327-2 | |
| 5    | アクセル・ワールド5 -星影の浮き橋-    | 2010年6月10日（同日[26]）  | 978-4-04-868593-1 | |
| 6    | アクセル・ワールド6 -浄火の神子-      | 2010年10月10日（同日[27]） | 978-4-04-868969-4 | |
| 7    | アクセル・ワールド7 -災禍の鎧-        | 2011年2月10日（同日[28]）  | 978-4-04-870276-8 | |
| 8    | アクセル・ワールド8 -運命の連星-      | 2011年6月10日（同日[29]）  | 978-4-04-870550-9 | |
| 9    | アクセル・ワールド9 -七千年の祈り-    | 2011年10月10日（同日[30]） | 978-4-04-870954-5 | |
| 10   | アクセル・ワールド10 -Elements-       | 2011年12月10日（同日[31]） | 978-4-04-886241-7 | 短編『遠い日の水音』（電撃文庫MAGAZINE Vol.20 2011年7月号） 短編『最果ての潮騒』（書き下ろし） 短編『バーサス』（電撃文庫MAGAZINE Vol.13 2010年5月号） |
| 11   | アクセル・ワールド11 -超硬の狼-       | 2012年4月10日（同日[32]）  | 978-4-04-886521-0 | |
| 12   | アクセル・ワールド12 -赤の紋章-       | 2012年8月10日（同日[33]）  | 978-4-04-886795-5 | 短編『空色の翼』（電撃文庫MAGAZINE Vol.25 2012年5月号 付録）                                                                                           |
| 13   | アクセル・ワールド13 -水際の号火-     | 2013年2月10日（同日[34]）  | 978-4-04-891330-0 | |
| 14   | アクセル・ワールド14 -激光の大天使-   | 2013年6月7日（同日[35]）   | 978-4-04-891608-0 | |
| 15   | アクセル・ワールド15 -終わりと始まり- | 2013年10月10日（同日[36]） | 978-4-04-866005-1 | |
| 16   | アクセル・ワールド16 -白雪姫の微睡-   | 2014年2月8日（同日[37]）   | 978-4-04-866320-5 | |
| 17   | アクセル・ワールド17 -星の揺りかご-   | 2014年10月10日（同日[38]） | 978-4-04-866936-8 | 短編『黒の双剣、銀の双翼』（BD/DVD版 アクセル・ワールド 1 初回限定版 特典）                                                                            |
| 18   | アクセル・ワールド18 -黒の双剣士-     | 2015年6月10日（同日[39]）  | 978-4-04-865189-9 | 短編『紅炎の軌跡』（BD/DVD版 アクセル・ワールド 8 初回限定版 特典）                                                                                    |
| 19   | アクセル・ワールド19 -暗黒星雲の引力- | 2015年10月10日（同日[40]） | 978-4-04-865438-8 | |
| 20   | アクセル・ワールド20 -白と黒の相剋-   | 2016年6月10日（同日[41]）  | 978-4-04-892115-2 | |
| 21   | アクセル・ワールド21 -雪の妖精-       | 2016年12月10日（同日[42]） | 978-4-04-892390-3 | |
| 22   | アクセル・ワールド22 -絶焔の太陽神-   | 2017年11月10日（同日[43]） | 978-4-04-893465-7 | |
| 23   | アクセル・ワールド23 -黒雪姫の告白-   | 2018年9月7日（同日[44]）   | 978-4-04-893917-1 | |
| 24   | アクセル・ワールド24 -青華の剣仙-     | 2019年8月10日（同日[45]）  | 978-4-04-912676-1 | |
| 25   | アクセル・ワールド25 -終焉の巨神-     | 2020年9月10日（同日[46]）  | 978-4-04-913440-7 | |
| 26   | アクセル・ワールド26 -裂天の征服者-   | 2022年3月10日（同日[47]）  | 978-4-04-914133-7 | |
| 27   | アクセル・ワールド27 -第四の加速-     | 2024年3月8日（同日[48]）   | 978-4-04-915389-7 | |
| 28   | アクセル・ワールド28 -夜の女神-       | 2025年8月8日（同日[49]）   | 978-4-04-916467-1 | |

### 漫画
『アクセル・ワールド』
原作 - 川原礫、作画 - 合鴨ひろゆき、キャラクターデザイン - HIMA
電撃文庫MAGAZINE（アスキー・メディアワークス発行）2010年5月号から2017年7月号まで連載。電撃コミックスより刊行。
内容は原作基準だが、チユリがバーストリンカーになるまでを描いた前日譚が加えられ、その代わりにダスク・テイカー編（原作3〜4巻）が簡略化され結末のみとなっている
| 巻数 | タイトル                                  | 初版発行日（発売日）      | ISBN              |
| ---- | ----------------------------------------- | ------------------------- | ----------------- |
| 1    | アクセル・ワールド01                      | 2011年7月27日（同日[50]） | 978-4-04-870630-8 |
| 2    | アクセル・ワールド02                      | 2011年7月27日（同日[51]） | 978-4-04-870634-6 |
| 3    | アクセル・ワールド03                      | 2012年8月27日（同日[52]） | 978-4-04-886421-3 |
| 3    | アクセル・ワールド03 フィギュア付き特装版 | （2012年8月10日[53]）     | 978-4-04-886444-2 |
| 4    | アクセル・ワールド04                      | 2013年2月27日（同日[54]） | 978-4-04-891398-0 |
| 5    | アクセル・ワールド05                      | 2014年2月27日（同日[55]） | 978-4-04-866389-2 |
| 6    | アクセル・ワールド06                      | 2015年2月27日（同日[56]） | 978-4-04-869286-1 |
| 7    | アクセル・ワールド07                      | 2016年7月27日（同日[57]） | 978-4-04-892107-7 |
| 8    | アクセル・ワールド08                      | 2017年7月27日（同日[58]） | 978-4-04-893296-7 |
『あくちぇる・わーるど。』
原作 - 川原礫、作画 - あかりりゅりゅ羽、キャラクターデザイン - HIMA
電撃文庫MAGAZINE（アスキー・メディアワークス発行）2010年5月号より2016年7月号まで連載。電撃コミックスEXより刊行。
連載終了後も、スマートフォンゲーム『エンドオブバースト』内にて特別編が不定期で発表されている。
| 巻数 | タイトル                  | 発売日             | ISBN              |
| ---- | ------------------------- | ------------------ | ----------------- |
| 1    | あくちぇる・わーるど。(1) | 2011年7月27日[59]  | 978-4-04-870619-3 |
| 2    | あくちぇる・わーるど。(2) | 2012年8月27日[60]  | 978-4-04-886808-2 |
| 3    | あくちぇる・わーるど。(3) | 2013年10月26日[61] | 978-4-04-866082-2 |
| 4    | あくちぇる・わーるど。(4) | 2015年3月27日[62]  | 978-4-04-869342-4 |
| 5    | あくちぇる・わーるど。(5) | 2016年7月27日[63]  | 978-4-04-892108-4 |
『アクセル・ワールド/デュラル マギサ・ガーデン』
原案 - 川原礫、作画 - 笹倉綾人
月刊コミック電撃大王（アスキー・メディアワークス発行）2012年3月号から2017年8月号まで連載された。電撃コミックスより刊行。
東京都中野区の女子校・私立清美学院に通う女性バーストリンカーたちにスポットを当てた外伝作品で、本編の登場人物も一部登場する。
| 巻数 | タイトル                                      | 発売日            | ISBN              |
| ---- | --------------------------------------------- | ----------------- | ----------------- |
| 1    | アクセル・ワールド/デュラル マギサ・ガーデン1 | 2012年8月27日[64] | 978-4-04-886934-8 |
| 2    | アクセル・ワールド/デュラル マギサ・ガーデン2 | 2013年4月27日[65] | 978-4-04-891617-2 |
| 3    | アクセル・ワールド/デュラル マギサ・ガーデン3 | 2014年1月27日[66] | 978-4-04-866238-3 |
| 4    | アクセル・ワールド/デュラル マギサ・ガーデン4 | 2014年9月27日[67] | 978-4-04-866839-2 |
| 5    | アクセル・ワールド/デュラル マギサ・ガーデン5 | 2015年5月27日[68] | 978-4-04-865110-3 |
| 6    | アクセル・ワールド/デュラル マギサ・ガーデン6 | 2016年1月27日[69] | 978-4-04-865650-4 |
| 7    | アクセル・ワールド/デュラル マギサ・ガーデン7 | 2016年9月27日[70] | 978-4-04-892295-1 |
| 8    | アクセル・ワールド/デュラル マギサ・ガーデン8 | 2017年8月26日[71] | 978-4-04-893241-7 |

### 関連書籍
| タイトル                                                                         | 発売日        | ISBN              |
| -------------------------------------------------------------------------------- | ------------- | ----------------- |
| アクセル・ワールド ‐銀翼の覚醒‐ ザ・コンプリートガイド                           | 2012年9月29日 | 978-4-04-886920-1 |
| アクセル・ワールド ‐加速の頂点‐ ザ・ビジュアルコンプリートガイド                 | 2013年2月23日 | 978-4-04-891440-6 |
| アクセル・ワールド VS ソードアート・オンライン 千年の黄昏 ザ・コンプリートガイド | 2017年3月31   | 978-4-04-892874-8 |

## テレビアニメ・OVA
2011年10月に開催されたイベント「電撃文庫 秋の祭典2011」にてアニメ化が発表され、テレビアニメとして2012年4月から9月まで放送された。また、後述するゲームの初回限定版特典としてOVAが2話制作されている。
キャラクターデザイン・アニメーションディレクターを愛敬由紀子が、アニメーション制作をサンライズがそれぞれ担当するなど、2011年から2012年にかけて放送された『境界線上のホライゾン』のスタッフが多数参加している。3DCGはオレンジが担当した。

### スタッフ
- 原作 - 川原礫[9]
- 原作イラスト - HIMA[77]
- 監督 - 小原正和[9]
- シリーズ構成 - 吉野弘幸[9]
- キャラクターデザイン・アニメーションディレクター - 愛敬由紀子[9]
- デュエルアバターデザイン・アクション監督 - 椛島洋介[9]
- メカニカルデザイン - 神宮司訓之[9]、沙倉拓実[9]、大河広行[9]、山根まさひろ[9]
- セットデザイン - 青木智由紀[9]、イノセユキエ[9]
- 美術監督 - 池信孝[78]、二嶋隆文（TV）[78]
- CGプロデューサー - 井野元英二[78]
- 撮影監督 - 佐藤敦（TV）[78]、江間常高（AWIB）[79]
- 色彩設計 - 横山さよ子[78]
- 編集 - 今井大介[78]
- 音響監督 - 鶴岡陽太[78]
- 音楽制作 - ワーナー・ブラザース ホームエンターテイメント（旧ワーナー・ホーム・ビデオ）[77]、ミュージックブレインズ[77]
- 音楽 - 大嶋啓之[77]、onoken[77]、MintJam[77]
- プロジェクト統括 - ジェンコ[9]
- プロデューサー - 大澤信博[77]、中山信宏[77]、三木一馬[77]、平山理志[77]、国崎久徳（AWIB）
- アニメーションプロデューサー - 愛敬由紀子[77]
- アニメーション制作 - サンライズ[9]
- 製作
  - TV - AW Project[9]（ワーナー・ホーム・ビデオ、アスキー・メディアワークス、バンダイナムコゲームス、サンライズ、ジェンコ）
  - AWIB - AWIB Project[79]（ワーナー ブラザース ジャパン、KADOKAWA アスキー・メディアワークス、バンダイナムコエンターテインメント、サンライズ、ジェンコ）

### 主題歌
主題歌の発売時には前期・後期ともアドトレーラーが運行された。後期主題歌ではアドトレーラーの後ろについて秋葉原と池袋を往復するバスに、秋葉原から池袋へ行くバスにはALTIMAが、池袋から秋葉原へ行くバスには三澤紗千香が同乗する「加速ツアー」が行われた。
TV
オープニングテーマ
「Chase the world」（第2話 - 第13話、OVA第1話）
作詞 - 井上秋緒 / 作曲・編曲 - 浅倉大介 / 歌 - May'n
第1話ではエンディングテーマとして使用された。
「Burst The Gravity」（第14話 - 第23話、OVA第2話）
作詞 - 黒崎真音、motsu / 作曲・編曲 - 八木沼悟志 / 歌 - ALTIMA

エンディングテーマ
「→unfinished→」（第1話 - 第13話、OVA第1話）
作詞・歌 - KOTOKO / 作曲・編曲 - 八木沼悟志
テレビ放送版の第1話・第5話では未使用。
「ユナイト」（第14話 - 第24話、OVA第2話）
作詞 - 分島花音 / 作曲 - takuya / 編曲 - 千葉"naotyu-"直樹 / 歌 - 三澤紗千香

AWIB
メインテーマ「PLASMIC FIRE」
作詞 - KOTOKO / ラップ詞 - motsu / 作曲・編曲 - 八木沼悟志 / 歌 - KOTOKO×ALTIMA
イメージソング「アラウド」
作詞 - 分島花音 / 作曲・編曲 - 千葉"naotyu-"直樹 / 歌 - 三澤紗千香

### 評価
BD第1巻（限定版）の初週推定売上は7,372枚、DVD第1巻（同）の初週推定売上は1,766枚をそれぞれ記録している。
「読者が選ぶ2012年好きキャラ大賞」では黒雪姫が5部門でトップ10入り、有田春雪が2部門でトップ10入り、「けなげだったで賞」で倉嶋千百合が10位をそれぞれ獲得している。

### 各話リスト
| 話数         | サブタイトル         | 脚本            | 絵コンテ          | 演出                | キャラクター 作画監督        | メカ作画監督                                               | 総作画監督                                |
| テレビアニメ | テレビアニメ         | テレビアニメ    | テレビアニメ      | テレビアニメ        | テレビアニメ                 | テレビアニメ                                               | テレビアニメ                              |
| ------------ | -------------------- | --------------- | ----------------- | ------------------- | ---------------------------- | ---------------------------------------------------------- | ----------------------------------------- |
| #1           | Acceleration；加速   | 吉野弘幸        | 小原正和          | 森邦宏              | 田畑壽之 江上夏樹            | 椛島洋介                                                   | 愛敬由紀子                                |
| #2           | Transformation；変移 | 吉野弘幸        | 小原正和 京極尚彦 | 京極尚彦            | 服部憲知                     | 椛島洋介                                                   | 愛敬由紀子                                |
| #3           | Investigation；探索  | 吉野弘幸        | まついひとゆき    | 佐藤真人            | 宍戸久美子 亀谷響子          | -                                                          | 小川エリ、愛敬由紀子                      |
| #4           | Declaration；告白    | 吉野弘幸        | 持丸タカユキ      | 間島崇寛            | 徳田夢之介                   | -                                                          | 小川エリ、愛敬由紀子                      |
| #5           | Aviation；飛翔       | 吉野弘幸        | 小原正和 京極尚彦 | 博史池畠            | 今岡大                       | 山根まさひろ                                               | 愛敬由紀子                                |
| #6           | Retribution；応報    | 花田十輝        | 熊澤祐嗣          | 飛田剛              | 大塚あきら                   | 青山正宣                                                   | 小川エリ、愛敬由紀子                      |
| #7           | Restoration；修復    | 花田十輝        | 京極尚彦          | 下司泰弘            | 日向正樹                     | -                                                          | 愛敬由紀子                                |
| #8           | Temptation；誘惑     | 横谷昌宏        | 森邦宏            | 橋本裕之            | 宮下雄次                     | 椛島洋介                                                   | 愛敬由紀子                                |
| #9           | Escalation；激化     | 横谷昌宏        | 市村徹夫          | 飛田剛              | 宍戸久美子 亀谷響子 小川浩史 | 青山正宣                                                   | 小川エリ、吉田南 愛敬由紀子               |
| #10          | Activation；出撃     | 木村暢          | 佐藤真人          | 佐藤真人            | 石堂伸晴                     | 青山正宣                                                   | 小川エリ、愛敬由紀子                      |
| #11          | Obligation；宿命     | 木村暢          | 博史池畠          | 博史池畠            | 佐々木貴宏                   | 才木康寛                                                   | 愛敬由紀子                                |
| #12          | Absolution；容赦     | 吉野弘幸        | 京極尚彦          | 阿宮正和            | 松原一之                     | 徳田大貴                                                   | 愛敬由紀子                                |
| #13          | Violation；侵入      | 花田十輝        | ところともかず    | ところともかず      | 小谷杏子 大塚あきら          | 都竹隆治                                                   | 小川エリ、愛敬由紀子                      |
| #14          | Arrestation；策略    | 横谷昌宏        | 持丸タカユキ      | 飛田剛              | たとば丈                     | 椛島洋介                                                   | 田畑壽之、小川エリ 柳伸亮、愛敬由紀子     |
| #15          | Destruction；崩壊    | 木村暢          | 博史池畠          | 三宅和男            | 今岡大                       | 山根まさひろ                                               | 愛敬由紀子                                |
| #16          | Imagination；面影    | 吉野弘幸        | 大橋誉志光        | 下司泰弘            | 日向正樹                     | -                                                          | 愛敬由紀子                                |
| #17          | Fragmentation；分裂  | 木村暢          | 京極尚彦          | 博史池畠            | 宮下雄次                     | 奥野浩行、才木康寛 徳田大貴 椛島洋介（大メカ）             | 愛敬由紀子                                |
| #18          | Invitation；挑戦     | 吉野弘幸        | 佐藤真人          | 佐藤真人            | 石堂伸晴                     | 原平子                                                     | 小川エリ、愛敬由紀子                      |
| #19          | Revolution；変遷     | 吉野弘幸        | 森邦宏            | 森邦宏              | 日下兼彰                     | 宇佐美皓一、椛島洋介 黒田結花、徳田大貴 中澤勇一、松原一之 | 愛敬由紀子                                |
| #20          | Domination；支配     | 花田十輝        | ところともかず    | ところともかず      | 小谷杏子 亀谷響子            | 都竹隆治                                                   | 小川エリ、大塚あきら 柳伸亮、愛敬由紀子   |
| #21          | Insurrection；反逆   | 横谷昌宏        | 福田道生          | 飛田剛              | 服部憲知                     | 黒田結花、中澤勇一                                         | 小川エリ、愛敬由紀子                      |
| #22          | Determination；決意  | 吉野弘幸        | 博史池畠          | 下司泰弘            | 日向正樹                     | 加藤洋人                                                   | 愛敬由紀子                                |
| #23          | Consolidation；絆    | 吉野弘幸        | 博史池畠          | 博史池畠            | 田畑嘉之                     | 山根まさひろ、徳田大貴                                     | 愛敬由紀子                                |
| #24          | Reincarnation；再生  | 吉野弘幸        | 小原正和          | 三宅和男            | 石橋有希子 今岡大 野口孝行   | 椛島洋介、黒田結花                                         | 愛敬由紀子                                |
| その他       |                      |                 |                   |                     |                              |                                                            |                                           |
| #EX01        | Reverberation；残響  | 吉野弘幸        | 安藤正臣          | 安藤正臣            | 岡山思菜子 下島誠 田畑壽之   | 青山正宣、黒田結花                                         | 愛敬由紀子                                |
| #EX02        | Vacation；温泉       | 吉野弘幸        | 高橋健司          | 佐藤真人            | 亀谷響子                     | 椛島洋介、中澤勇一                                         | 大塚あきら、小川エリ 小谷杏子、愛敬由紀子 |
| AWIB         | INFINITE∞BURST       | 川原礫 吉野弘幸 | 小原正和          | 小原正和 河野亜矢子 | 愛敬由紀子                   | 椛島洋介                                                   |                                           |

### 放送局
配信サイトを除いて、同作者のアニメ作品『ソードアート・オンライン』（第1期のみ）と同じ放送局。
| 放送地域   | 放送局                 | 放送期間                | 放送日時           | 放送系列          | 備考                            |
| ---------- | ---------------------- | ----------------------- | ------------------ | ----------------- | ------------------------------- |
| 東京都     | TOKYO MX               | 2012年4月6日 - 9月21日  | 金曜 24:30 - 25:00 | 独立局            | 作品の舞台地                    |
| 埼玉県     | テレ玉                 | 2012年4月6日 - 9月21日  | 金曜 25:00 - 25:30 | 独立局            |                                 |
| 千葉県     | チバテレビ             | 2012年4月7日 - 9月22日  | 土曜 25:00 - 25:30 | 独立局            |                                 |
| 神奈川県   | tvk                    | 2012年4月7日 - 9月22日  | 土曜 25:30 - 26:00 | 独立局            |                                 |
| 愛知県     | テレビ愛知             | 2012年4月7日 - 9月22日  | 土曜 26:20 - 26:50 | テレビ東京系列    |                                 |
| 近畿広域圏 | 毎日放送               | 2012年4月7日 - 9月22日  | 土曜 26:58 - 27:28 | TBS系列           | アニメシャワー第3部             |
| 日本全域   | AT-X                   | 2012年4月8日 - 9月23日  | 日曜 23:00 - 23:30 | CS放送            | リピート放送あり                |
| 北海道     | 北海道放送             | 2012年4月9日 - 9月24日  | 月曜 25:56 - 26:26 | TBS系列           |                                 |
| 福岡県     | RKB毎日放送            | 2012年4月9日 - 9月24日  | 月曜 26:25 - 26:55 | TBS系列           |                                 |
| 日本全域   | ワーナー・オンデマンド | 2012年4月10日 - 9月25日 | 火曜 12:00 更新    | ネット配信        |                                 |
| 日本全域   | バンダイチャンネル     | 2012年4月10日 - 9月25日 | 火曜 12:00 更新    | ネット配信        |                                 |
| 日本全域   | ニコニコ生放送         | 2012年4月10日 - 9月25日 | 火曜 22:30 - 23:00 | ネット配信        |                                 |
| 日本全域   | ニコニコ動画           | 2012年4月10日 - 9月25日 | 火曜 23:00 更新    | ネット配信        |                                 |
| 韓国全域   | ANIPLUS                | 2012年4月10日 - 9月25日 | 火曜 23:00 - 23:30 | CS放送 ネット配信 | 韓国語字幕あり リピート放送あり |
| 日本全域   | PlayStation Store      | 2012年4月11日 - 9月26日 | 水曜 17:00 更新    | ネット配信        |                                 |
| 日本全域   | BS11                   | 2012年4月13日 - 9月28日 | 金曜 24:30 - 25:00 | BS放送            | 『ANIME+』枠                    |
| 栃木県     | とちぎテレビ           | 2012年4月18日 - 9月26日 | 水曜 23:30 - 24:00 | 独立局            |                                 |
| 群馬県     | 群馬テレビ             | 2012年4月18日 - 9月26日 | 水曜 24:30 - 25:00 | 独立局            | 原作者の出身地                  |
| 日本全域   | キッズステーション     | 2012年4月20日 - 10月5日 | 金曜 24:00 - 24:30 | CS放送            | エリア23枠 リピート放送あり     |

### BD / DVD
2012年7月25日から2013年2月27日まで、BD初回限定版・通常版、DVD初回限定版・通常版の4種類で発売。第1巻および第8巻の初回限定版には短編小説が同梱されていた（第1巻：「アクセル・ワールド『黒の双剣、銀の双翼』」、第8巻：「アクセル・ワールド『紅炎の軌跡』」）。
| 巻 | 発売日         | 収録話          | 規格品番   | 規格品番   | 規格品番   | 規格品番   | オーディオコメンタリー | 特典CD                                       |
| 巻 | 発売日         | 収録話          | BD初回版   | BD通常版   | DVD初回版  | DVD通常版  | オーディオコメンタリー | 特典CD                                       |
| -- | -------------- | --------------- | ---------- | ---------- | ---------- | ---------- | ---------------------- | -------------------------------------------- |
| 1  | 2012年7月25日  | 第1話 - 第3話   | 1000303035 | 1000303036 | 1000303033 | 1000303037 | 梶裕貴、三澤紗千香     | re acceleration BGM feat.大嶋啓之            |
| 2  | 2012年8月29日  | 第4話 - 第6話   | 1000303029 | 1000303030 | 1000303027 | 1000303031 | 梶裕貴、浅沼晋太郎     | re acceleration BGM feat.onoken              |
| 3  | 2012年9月26日  | 第7話 - 第9話   | 1000303023 | 1000303024 | 1000303021 | 1000303025 | 三澤紗千香、日高里菜   | re acceleration BGM feat.MintJam             |
| 4  | 2012年10月24日 | 第10話 - 第12話 | 1000303017 | 1000303018 | 1000303015 | 1000303019 | 梶裕貴、日高里菜       | re acceleration image song Re-incarnate      |
| 5  | 2012年11月28日 | 第13話 - 第15話 | 1000303011 | 1000303012 | 1000303009 | 1000303013 | 梶裕貴、豊崎愛生       | re acceleration image song sympathia         |
| 6  | 2012年12月26日 | 第16話 - 第18話 | 1000303005 | 1000303006 | 1000303003 | 1000303007 | 梶裕貴、遠藤綾         | re acceleration image song quest for genesis |
| 7  | 2013年1月30日  | 第19話 - 第21話 | 1000302999 | 1000303000 | 1000302997 | 1000303001 | 三澤紗千香、戸松遥     | re acceleration image song feat.yashikin     |
| 8  | 2013年2月27日  | 第22話 - 第24話 | 1000302993 | 1000302994 | 1000302991 | 1000302995 | 三澤紗千香、梶裕貴     | re acceleration image song Fadeless Memories |

#### 映像特典
『あくちぇる・わーるど。』は各巻の映像特典として収録の、あかりりゅりゅ羽作画の4コマ漫画のショートアニメ化作品。一部のキャラクターをちびキャラ化して繰り広げるパロディ作品。
スタッフ
- 原作 - 川原礫+あかりりゅりゅ羽
- 監督・キャラクターデザイン・演出・コンテ・作画監督 - 山川吉樹
- 脚本 - 杉原研二
- 美術 - スタジオ天神
- 撮影 - 黒澤豊
- 編集 - 坪根健太郎
- 音響監督 - 明田川仁
- アニメーション制作統括 - 松倉友二
- プロデュース - ジェンコ
- アニメーション制作 - J.C.STAFF

各話リスト
| 話数 | 作画                         |
| ---- | ---------------------------- |
| 一   | 大塚舞、滝本祥子、山川吉樹   |
| 二   | 錦見楽、滝本祥子             |
| 三   | 坂本龍典、小松原聖、滝本祥子 |
| 四   | 飯田悟、滝本祥子             |
| 五   | 大塚舞、滝本祥子             |
| 六   | 井伊由紀、藤本泰史、滝本祥子 |
| 七   | 錦見楽、浦田幸博、滝本祥子   |
| 八   | 諸石康太                     |

### 書籍
- 『アニメ『アクセル・ワールド』ノ全テ』2016年7月29日発売[93]、ISBN 978-4-04-892306-4

### Webラジオ
『アクセル・ワールド 〜加速するラジオ〜』のタイトルで、2012年3月18日から2013年4月1日まで、ラジオ大阪とHiBiKi Radio Stationで配信された。また、『アクセル・ワールド INFINITE∞BURST』の劇場公開に伴い、『アクセル・ワールド 〜加速するラジオ〜INFINITE∞BURST』と題して2016年6月24日より11月18日までHiBiKi Radio Stationで配信された。
パーソナリティは応援隊長の鷲崎健と黒雪姫役の三澤紗千香。
ゲスト
- #12 梶裕貴（有田春雪 役）
- #14、Vol.3録りおろし特別回 浅沼晋太郎（黛拓武 役）
- #23、#24 日高里菜（上月由仁子 役）
- #33 小林沙苗（能美征二 役）
- #44 川原礫（原作者）

| Vol                                               | 発売日                                            | 収録内容                                          |                                                   |
| ラジオCD「アクセル・ワールド 〜加速するラジオ〜」 | ラジオCD「アクセル・ワールド 〜加速するラジオ〜」 | ラジオCD「アクセル・ワールド 〜加速するラジオ〜」 | ラジオCD「アクセル・ワールド 〜加速するラジオ〜」 |
| ------------------------------------------------- | ------------------------------------------------- | ------------------------------------------------- | ------------------------------------------------- |
| 1                                                 | 2012年6月27日                                     | 新規録り下ろし特別版+通常配信回 / #1〜#6          |                                                   |
| 2                                                 | 2012年8月29日                                     | 新規録り下ろし特別版+通常配信回 / #7〜#16         |                                                   |
| 3                                                 | 2012年12月26日                                    | 新規録り下ろし特別版+通常配信回 / #17〜#26        |                                                   |
| 4                                                 | 2013年4月24日                                     | 新規録り下ろし特別版+通常配信回 / #27〜#38        |                                                   |
| 5                                                 | 2013年7月31日                                     | 新規録り下ろし特別版+通常配信回 / #39〜53         |                                                   |

評価
- 第6回アニラジアワードにて本ラジオが「BEST RETURN HOPE RADIO 復活希望ラジオ賞」を受賞した[96]。

イベント・公開録音
- アクセル・ワールド〜加速するラジオ〜ペタ・ネガティブ決起集会!（新宿ロフトプラスワン、2013年8月4日、昼・夜2講演）
- 「しろくろフェス2016 アクセル・ワールド 〜加速するラジオ〜INFINITE∞BURST」公開録音（パシフィコ横浜 展示ホール、2016年8月13日）
- 電撃文庫 秋の祭典2016 アクセル・ワールド（秋葉原UDX 4F UDXシアター、2016年10月2日）

### インターネット番組
『三澤紗千香のアクセル全開！世界会議』として、2012年4月から9月の最終月曜日にニコニコ生放送にて放送された。

## 劇場アニメ
2015年10月に開催されたイベント「電撃文庫 秋の祭典2015」にて新作アニメ『アクセル・ワールド INFINITE∞BURST』（アクセル・ワールド インフィニット・バースト、以下「AWIB」）の制作が発表され、2016年7月23日よりワーナー・ブラザース映画の配給により公開された。同年9月28日にBD・DVD、12月21日に4K ULTRA HDとBDのセットが発売。内容はテレビシリーズの総集編パート＋劇場公開時点の最新原作小説よりもさらに先を描いた新作パートという構成になっている。興行収入は1億1500万円。
なお、劇場版の公式パンフレットでは、監督（小原正和）及びプロデューサー（大澤信博）へのインタビューの頁にて、当初はOVAまたはイベント上映での形態が検討されていたとのことだが、原作者が続編としての制作を強く望んでいたことに加えて、（2014年に入った頃に）サンライズ側から「アクセル・ワールド制作に向けてピンポイントで予定が空きそうです」というお話を頂いて、関係各所とのスケジュール調整に成功したことで、「20館程度規模」での劇場公開が叶うことになったことが明かされている。制作方針として、「お客さんが全編にわたって驚きと高揚感に包まれるような『お祭りムービー』（ファンムービー）」「全編にわたって（テンションが）あがれるアクション映画」にしたかったことが述べられている。
劇場版あらすじ
2047年7月21日、太子堂中学校3年生の月折リサは、国立代々木競技場で跳馬の演技中に発生した事故により重傷を負う。それから6日後、27日の渋谷エリアでの領土戦の最中に謎の黒雲が発生し、その中に巻き込まれたハルユキ達は突如グローバルネットから回線切断されてしまう。その後の調査の結果、加速不能領域とソーシャルカメラの機能停止領域が黒雲の範囲と一致しており、8月1日の午前6時には杉並エリアまで徐々に範囲を拡大する黒雲に浸食される危機にあることが判明、黒雪姫は他の王たちにも協力を求める。グリーン・グランデは元凶が代々木公園に封印されていたはずの「女神ニュクス」にあるのではないかと推測し、共に原因を解明するため黒雲の中へと突入する。

## ドラマCD
『アクセル・ワールド』+『ソードアート・オンライン』ドラマCD
2012年4月6日発売。

## フィギュア
ねんどろいど 黒雪姫（発売元：グッドスマイルカンパニー）
2012年9月発売
プラモデル Figure-rise 6 ブラック・ロータス（発売元：バンダイ ホビー事業部）
2012年6月発売
プラモデル Figure-rise 6 ブラック・ロータス ダーククリアーVer.（販売元：アスキー・メディアワークス 製造元：バンダイ ホビー事業部）
2012年10月20・21日、「電撃20年祭」記念商品。後に電撃屋でネット通販、一部店舗に流通された。
figma ブラック・ロータス（発売元：マックスファクトリー、販売元：グッドスマイルカンパニー）
2012年11月発売
プラモデル Figure-rise 6 シルバー・クロウ（発売元：バンダイ ホビー事業部）
2012年7月発売
S.H.Figuarts シルバー・クロウ（発売元：バンダイ コレクターズ事業部）
2012年8月発売
figma シルバー・クロウ（発売元：マックスファクトリー、販売元：グッドスマイルカンパニー）
2012年11月発売
figma スカーレット・レイン（発売元：マックスファクトリー、販売元：グッドスマイルカンパニー）
2013年1月発売

## ゲーム

### コンシューマーゲーム
共にバンダイナムコゲームスより発売。PSPおよびPS3に対応。原作者監修のオリジナルストーリーによるシミュレーションゲームで、本編とは異なるストーリーで展開される。2部構成で、初回限定生産版にはそれぞれOVAや設定資料集が付属する。
アクセル・ワールド -銀翼の覚醒-
2012年9月13日発売。
内容的にはTVシリーズの追体験に近い形の内容だが、全体的な流れは本編とは異なる。作中時間軸は2047年1月から9月までの出来事とされている。初回限定生産版の特典OVAは『#EX01 Reverberation；残響』。内容はオリジナルで、チユリがネガ・ネビュラス加入後の話なので、テレビシリーズより時系列的には後に位置する。
アクセル・ワールド -加速の頂点-
2013年1月31日発売。
「銀翼の覚醒」終了後の2047年9月以降を描く。また、アニメ版では最終回に1シーンだけの出演だった謡が声付きで登場している。特典OVAは『#EX02 Vacation；温泉』。これもOVAオリジナルで、スカイ・レイカー=フーコのネガ・ネビュラス復帰後の話。

#### 他作品への登場
電撃文庫 FIGHTING CLIMAX
黒雪姫がプレイヤーキャラクターとして（ブラック・ロータスは技コマンド時のみ出現）、ハルユキ（シルバー・クロウ）がサポートキャラクターとして登場。
アクセル・ワールド VS ソードアート・オンライン 千年の黄昏
『アクセル・ワールド』側のキャラクターが『ソードアート・オンライン』の世界に迷い込むという形で登場する。

### トレーディングカードゲーム
ヴァイスシュヴァルツ
2012年にブシロードから発売されているTCG『ヴァイスシュヴァルツ』のシュバルツサイドに参戦しており、トライアルデッキとブースターパックが発売されている。
サンライズクルセイド
2013年にバンダイから発売されているTCG『サンライズクルセイド』に参戦しており、エピソードブースターパックが発売されている。

### スマートフォンゲーム
アクセル・ワールド-BURST OUT-
2012年にアスキー・メディアワークスの電撃モバイルが配信しているAndroid端末用のパズルゲームアプリ。
嫁コレ
2014年にHEROZ（2014年7月30日まではNECビッグローブ）が配信するスマートフォン向けカードコレクションゲーム『嫁コレ』に参加。
アクセル・ワールド エンドオブバースト
2017年1月16日からバンダイナムコエンターテインメントより配信。2018年2月20日サービス終了。ジャンルはRPG。

## ボイスアラーム
アクセル・ワールド-Alarm-
2013年よりアスキー・メディアワークスの電撃モバイルが配信しているAndroid端末用ボイスアラームアプリ。

## 備考
PASELA
カラオケボックスチェーンパセラにて2012年4月26日から5月25日の期間中、いくつかの店舗限定にてコラボルーム、コラボメニューが登場。
ロッテリア 2012年サマーキャンペーン
大手ファーストフードチェーン店ロッテリアの創業40周年を記念したキャンペーンのひとつ。このうち、第2弾にアクセル・ワールドのBlu-ray & DVD発売を記念した『オリジナルドリンクカップ』と『オリジナル扇子』がドリンク付で販売された。
GigaFile（ギガファイル）便
無料大容量ファイル転送サービスのGigaFile便と2012年7月16日から7月23日の期間中コラボレーション。
GOOD SMILE CAFE in ワンホビ
2012年7月26日「アクセル・ワールド」から作品をイメージした『加速世界丼（アクセル・ワール丼）』（缶バッジつき）が発売された。
東京高円寺阿波おどり
2012年8月25日・26日に開催された東京高円寺阿波おどりのイメージポスターに起用されている（絵はアニメ版）。これを記念し、アニメ公式サイトのTOP絵も同年8月20日から期間限定でイメージポスターに使用した画像が使用された。
ナムコ×アクセル・ワールドキャンペーン
2012年7月28日から9月9日の期間にナムコのアミューズメントスポットに特製の駄菓子ブタメン、クレーンフィギュアが登場していた。
また、7月21日から9月19日の間ナムコ・ナンジャタウンにオリジナルフードメニューなどが登場。
キュアメイドカフェ アクセル・ワールドカフェ
キュアメイドカフェとQUEEN DOLCEの同時開催。2012年8月24日から9月2日まで開催。ハルユキや黒雪姫たちの限定メニューや、各アバターのイメージドリンクなどを楽しめるほか、『アクセル・ワールド』と『ソードアート・オンライン』の両作品がコラボしたメニューも登場。
グッ鉄カフェ アクセル・ワールドカフェ
グッドスマイル&カラオケの鉄人カフェで2012年7月24日から9月30日までの間に開催。店内にはニコのアバター、スカーレット・レインのフィギュアや、それと同スケールで制作された巨大な強化外装「インビンシブル」の模型が設置されている。その他にも『アクセル・ワールド』をイメージしたコラボメニューの数々が提供されている。
コラボレーションスイーツ アクセル・ワールド
K-BOOKSが運営する洋菓子店Patisserie Swallowtail White Roseのコラボ企画。2013年1月12日から1月20日の期間中K-BOOKS秋葉原新館にてTVアニメ「アクセル・ワールド」&「ソードアート・オンライン」とのコラボスイーツが販売された。
横浜市交通局
『アクセル・ワールド』と横浜市交通局がコラボレートしたオリジナル描き下ろしデザインの市営バス・地下鉄共通一日乗車券が2013年3月22・23の両日に発売された。1人2枚までとなっており、500枚限定で販売された。
鉄拳タッグトーナメント2
コラボではないが、OVA第2話にてハルユキが本作をプレイするシーンがある。
魔法科高校の劣等生
テレビアニメ中で作品の広告が掲示されているシーンがあり、作中では第108巻の刊行を控えている。
ソードアート・オンラインコードレジスタ
2017年3月9日から3月27日の期間にコラボイベントを実施。